# Transport en commun de Nevers
Ne doit pas être confondu avec le réseau de bus Tanéo de Nouméa.
Le réseau de bus Taneo couvre le territoire de la ville de Nevers et des treize autres communes de Nevers Agglomération, établissement public de coopération intercommunale assurant la gestion et le financement de ce réseau dans le cadre de ses compétences obligatoires.
L'ensemble du réseau, à l'exception de certaines lignes scolaires, est exploité par délégation de service public par Keolis Nevers, reconduit pour six ans en 2014. Un premier réseau apparaît dès 1960 avec le Service urbain de Nevers exploité par les Cars Petit, et remplacé en 1978 par la STUNIV (Société des transports urbains nivernais), qui en gardera la gestion jusqu'en 2007, année où Keolis reprend la gestion du réseau, qui est restructuré et prend le nom Taneo.
En 2015, le réseau Taneo est constitué de 16 lignes régulières et sur réservation et de divers services complémentaires transportant 2,6 millions de voyageurs par an.

## Histoire

### 1945-1976: Des cars Petit au Service urbain de Nevers
Les premières traces de l'existence d'un service de transport en commun à Nevers remontent à 1945 quand M. François Petit rachète la ligne d'autocar Nevers-Marzy-Fourchambault-Pougues-les-Eaux aux Établissements Martin, une société basée à Fourchambault et dont la ligne était abandonnée depuis 1940 et exploitée avec un autocar Renault YFAB de 25 places fonctionnant au gazogène,,.
En 1946, il remplace le matériel roulant, devenu obsolète, par un Berliet PCK 7 D de 33 places suivi l'année suivante par deux Chausson APH de 45 places.
En 1952, le Berliet PCK 7 D est remplacé par un Berliet PCK 8 R de 50 places et 10 strapontins. Durant les deux années qui suivirent, les Chausson sont remplacés par d'autres Chausson, des APH 521 plus confortables et en 1956 c'est autour d'un Chausson ANH d'arriver suivi d'un Chausson APV.
En 1957, Robert Petit rachète l'entreprise de M. Fleury qui assurait la ligne Nevers-Marzy-Magny-Cours-Saint-Parize-le-Châtel avec deux autocars et modifie les horaires pour effectuer du transport scolaire et achète un Renault R 4192, puis s'associa avec Jean Mazauric pour créer la Société des autobus du Nivernais qui transporte les ouvriers de l'usine ACMA située dans cette même commune, le transport sera assuré jusqu'en 1960,,. En 1960, le premier service urbain de Nevers est créé par les Cars Petit, en association avec Robert Petit,. Cette société devient Cars Petit & Cie. en 1965 et disparu en 1987 à la suite de son rachat par un transporteur, les Cars Mercure, basé à Château-Chinon,,. L'exploitation du réseau urbain est restée dans le giron des Cars Petit jusqu'en 1976.

### 1978 à 2007: La STUNIV
Immatriculée au registre du commerce et des sociétés le 24 novembre 1978 et radiée le 7 octobre 2010, la Société des transports urbains nivernais (STUNIV) fut, pendant près de 30 ans, l'exploitant des transports en commun de l'agglomération de Nevers.
La navette de centre-ville « Coursinelle » est créée en décembre 1998 et exploitée à l'aide d'un véhicule Gruau MG 36.
Au 1er janvier 2003, la communauté d'agglomération de Nevers est créée et reprend, dans le cadre de ses compétences obligatoires, la gestion du réseau au SIVOM de l'agglomération de Nevers qui disparaît à cette occasion. La desserte de la commune de Saint-Éloi est arrêtée en raison de la non-intégration de la commune à la nouvelle intercommunalité.
En mars 2003, la ligne 9 est créée entre le centre-ville, la gare de Nevers et l'hôpital Pierre Bérégovoy, ouvert cette année-là. La ligne est exploitée à l'aide de minibus.
En 2004, la décoration des bus change : l'ancienne livrée blanche, drapeau bleu avec dégradé allant du bleu à l'avant au blanc à l'arrière fait place, sur les véhicules les plus récents, à une livrée blanche à bande rouge reprenant les couleurs du groupement Réunir, duquel la STUNIV est membre ; et le logo de l'agglomération fait son apparition. Les 4 Vehixel City One fonctionnant au gaz (GNV) sont livrés cette année-là et équipent, entre autres, la navette « Coursinelle ».
Le réseau était, dans sa dernière configuration, composé des lignes suivantes :
Lignes régulières :
| Ligne | Trajet | Matériel  | Jours de fonctionnement |
| ----- | --- | --------- | ----------------------- |
| 1     | Moulin à Vent ↔ Grande Pâture (Anifop à certains services)                                                  | Standards | L, Ma, Me, J, V, S      |
| 2A    | Jacques Duclos ↔ Jules Renard via Molière                                                                   | Standards | L, Ma, Me, J, V, S      |
| 2B    | Jacques Duclos ↔ Le Ver-Vert via Les Éduens                                                                 | Standards | L, Ma, Me, J, V, S      |
| 4A    | Salvador Allende ↔ Coulanges-lès-Nevers - André Malraux                                                     | Standards | L, Ma, Me, J, V, S      |
| 4D    | Sermoise-sur-Loire - Le Port ↔ Cimetière Jean Gautherin                                                     | Standards | L, Ma, Me, J, V, S      |
| 5A    | Saint-Fiacre ↔ Jules Renard via Chaméane                                                                    | Standards | L, Ma, Me, J, V, S      |
| 6     | Varennes-Vauzelles - Place de l'Église ↔ Grande Pâture                                                      | Standards | L, Ma, Me, J, V, S      |
| 7     | Varennes-Vauzelles - Place de l'Église ↔ Jacques Duclos                                                     | Standards | L, Ma, Me, J, V, S      |
| 8     | Fourchambault - Front de Loire ↔ Centre-Ville via Gare SNCF                                                 | Standards | L, Ma, Me, J, V, S      |
| 9     | (Circulaire) Gare SNCF via Centre-ville et Hôpital Pierre Bérégovoy                                         | Midibus   | L, Ma, Me, J, V, S      |
| 10    | Carnot - Barbusse (Jules Renard à certains services) ↔ Z.I. Saint-Éloi (C.E.S. Courlis à certains services) | Standards | L, Ma, Me, J, V, S      |
| 11    | Garchizy ↔ Nevers - Centre ville via Varennes-Vauzelles                                                     | Minibus   | L, Ma, Me, J, V, S      |

Lignes dominicales :
| Ligne | Trajet                                        | Matériel  | Jours de fonctionnement |
| ----- | --------------------------------------------- | --------- | ----------------------- |
| A     | Carnot - Bérégovoy ↔ Hôpital Pierre Bérégovoy | Standards | D                       |
| B     | Jules Renard ↔ Gare SNCF                      | Standards | D                       |
| C     | Gare SNCF ↔ Jacques Duclos                    | Standards | D                       |

Navettes :
| Ligne       | Trajet                                                             | Matériel | Jours de fonctionnement |
| ----------- | ------------------------------------------------------------------ | -------- | ----------------------- |
| Émeraude    | Cimetière Jean Gautherin ↔ Centre-Ville via Chaméane et Préfecture | Minibus  | L, Ma, Me, J, V, S      |
| Coursinelle | (Circulaire) Ravelin ↔ Centre-ville via la rue Saint-Martin        | Minibus  | L, Ma, Me, J, V, S      |

### 2007 à 2014: Taneo et Keolis Nevers, première délégation
Le 26 novembre 2006, à la suite d'un appel d'offres lancé en 2006, le groupe Keolis (via sa filiale Keolis Nevers), a été désigné comme l'exploitant du réseau transport en commun de la communauté d'agglomération de Nevers par délégation de service public pour une durée de 7 ans, après un précédent appel d'offres déclaré infructueux en 2005. Trois concurrents étaient en lice : Keolis, Transdev et le sortant, la STUNIV. Keolis Nevers remplace la Société des transports urbains nivernais (STUNIV), membre du groupement Réunir, qui était l'exploitant historique du réseau le 1er mai 2007, le lendemain de la fin de la précédente délégation et l'agglomération devient ainsi le nouveau propriétaire du matériel roulant,.
La nouvelle gare routière (ou « pôle multimodal ») de la gare de Nevers est inaugurée le 21 juin 2007 (après des travaux ayant duré de 2005 à fin 2006), mais les bus la desservaient déjà à la fin de l'année 2006.
Le 27 août 2007 l'ancien réseau STUNIV fait place au réseau Taneo, composé de lignes régulières (qui sont désignées par un indice numérique et une pierre précieuse),,,, ainsi que de la navette gratuite de centre-ville « Coursinelle » (qui a été reconduite) :
| Ligne       | Pierre       | Trajet | Arrêts  | Jours de fonctionnement | Correspondance STUNIV/Taneo                      |
| ----------- | ------------ | --- | ------- | ----------------------- | ------------------------------------------------ |
| 1           | Rubis        | Grande Pâture ↔ Jules Renard                                                                                | 27      | L, Ma, Me, J, V, S      | remplace la ligne 1 en grande partie             |
| 2           | Saphir       | Grande Pâture ↔ Varennes-Vauzelles - Place de l'Église                                                      | 42      | L, Ma, Me, J, V, S, D   | remplace les lignes 2A, 9 et 4D en partie        |
| 3           | Diamant      | Varennes-Vauzelles - Place de l'Église / Cimetière Jean Gautherin via Coulanges-lès-Nevers ↔ Jacques Duclos | 45 / 40 | L, Ma, Me, J, V, S, D   | remplace les lignes 1, 7 et 4D en partie         |
| 4           | Aigue-marine | Monte Cassino ↔ Coulanges-lès-Nevers - André Malraux                                                        | 35      | L, Ma, Me, J, V, S      | remplace les lignes 4A et 9 en partie            |
| 5           | Améthyste    | Z.A. des Grands Champs ↔ Jacques Duclos                                                                     | 38      | L, Ma, Me, J, V, S, D   | remplace les lignes 2A, 2B, 4A, 9 et 1 en partie |
| 6           | Émeraude     | Ver-Vert ↔ Jacques Duclos via Z.I. Nevers-Saint-Éloi                                                        | 36      | L, Ma, Me, J, V, S      | remplace les lignes 2B, 5A et 10 en partie       |
| 7           | Citrine      | Garchizy - Les Riolles ↔ Résistance via Fourchambault                                                       | 31      | L, Ma, Me, J, V, S      | remplace les lignes 8 et 11 en partie            |
| 8           | Opale        | Pierre Bérégovoy ↔ Cimetière Jean Gautherin via Jules Renard                                                | 19      | L, Ma, Me, J, V, S      | remplace la ligne 2A en partie                   |
| 9           | Jade         | Pierre Bérégovoy ↔ Pougues-les-Eaux - Mairie via Varennes-Vauzelles                                         | 29      | L, Ma, Me, J, V, S      | remplace la ligne 11                             |
| 10          | Topaze       | Sermoise-sur-Loire - Le Port ↔ Résistance via Challuy                                                       | 21      | L, Ma, Me, J, V, S      | remplace la ligne 4D                             |
| 11          | Turquoise    | Hôpital Pierre Bérégovoy ↔ Varennes-Vauzelles - Mairie via Vauzelles SNCF                                   | 22      | L, Ma, Me, J, V         | remplace les lignes 9, 6 et 7 en partie          |
| Coursinelle | Coursinelle  | (Circulaire) Carnot - Saint-Martin ↔ via Parking du Ravelin                                                 | 10      | L, Ma, Me, J, V, S      | inchangée                                        |

Les anciennes lignes dominicales A à C sont reprises par les lignes régulières 2, 3 (excepté la branche Varennes-Vauzelles), 5  et le « trou » dans le service entre 12 h et 14 h—particularité locale --, disparaît.
Deux navettes « Gare » circulant en soirée du lundi au vendredi, desservent les arrêts des lignes 2, 3 et 5 :
| Ligne                 | Trajet                                                                | Jours de fonctionnement |
| --------------------- | --------------------------------------------------------------------- | ----------------------- |
| Navette secteur Ouest | Gare de Nevers ↔ Arrêts de l'Ouest de Nevers et de Varennes-Vauzelles | L, Ma, Me, J, V         |
| Navette secteur Est   | Gare de Nevers ↔ Arrêts de l'Est de Nevers et de Coulanges-lès-Nevers | L, Ma, Me, J, V         |

Trois services de transport à la demande du lundi au vendredi sur les communes de Germigny-sur-Loire, Saincaize-Meauce et Sermoise-sur-Loire sont créés :
| Ligne | Trajet                                          | Arrêts | Jours de fonctionnement |
| ----- | ----------------------------------------------- | ------ | ----------------------- |
| TAD   | Gare de Fourchambault ↔ Z.I. Échangeur          | 9      | L, Ma, Me, J, V         |
| TAD   | Germigny-sur-Loire ↔ Gare de Fourchambault      | 5      | L, Ma, Me, J, V         |
| TAD   | Saincaize-Meauce ↔ Sermoise-sur-Loire - Le Port | 4      | L, Ma, Me, J, V         |

Une dizaine de lignes scolaires ouvertes à tous les voyageurs depuis le 27 août 2007 :
- Des doublages des lignes 5 et 7 ;
- une ligne entre la gare de Nevers et le collège Victor Hugo ;
- le circuit desservant les lycées de Challuy ;
- les circuits 26 et 27 entre Garchizy et le collège Paul-Langevin ;
- le circuit 28 entre Pougues-les-Eaux, le collège Henri-Wallon et l'École Saint-Just ;
- le circuit 29 entre Germigny-sur-Loire et Fourchambault ;
- le circuit 186 entre Sermoise-sur-Loire - Les Tuileries et le collège A. Billaut ;
- le circuit 262 entre Les Chamonds, le collège Henri-Wallon et Le Banlay ;
- le circuit 382 entre Saint-Fiacre, Le Banlay et le collège Henri Wallon ;
- le circuit 402 entre Coulanges-lès-Nevers et les collèges André Malraux et Henri Wallon.

Une dizaine de lignes scolaires uniquement destinées aux élèves :
- Les circuits 258 à 261 pour la desserte de l'École du Bourg de Varennes ;
- le circuit 306 pour les écoles de Garchizy ;
- le circuit 381 entre Fontaine-d'Argent et Jules-Ferry ;
- les circuits 439-1 et 439-2 pour les dessertes des Écoles de Challuy et Sermoise-sur-Loire ;
- le circuit 569 entre Foncelin, le collège Henri-Wallon et le lycée Jules-Renard ;
- le circuit Dépôt entre le dépôt Angelard et le collège Henri-Wallon.

Le nouveau dépôt de bus de Keolis Nevers est implanté route de Marzy à côté du siège du conseil communautaire de l'agglomération, ce qui permet d'économiser près de 45 000 km par an de trajets « haut le pied » (trajet hors service commercial) ; il est inauguré le 21 septembre 2007. Des ajustements sur les horaires de certaines lignes ont été effectués le 1er octobre 2007 afin de prendre en compte les remarques émises à propos du nouveau réseau.
En 2008, le réseau se dote du système d'informations sur le trafic par SMS : « Inimo » et d'un équivalent par serveur vocal : « Timeo ». 
Après un an de service, la fréquentation augmente de 8 % et le taux de satisfaction des voyageurs est de 87 %.
En septembre 2009, le réseau régulier est modifié :
- Limitation de la ligne 3 au trajet : Cimetière Jean Gautherin ↔ Jacques Duclos ;
- et création de la ligne 12 Quartz : Varennes-Vauzelles - Place de L'Église ↔ Jacques Duclos, reprenant la branche de la ligne 3.

Puis le réseau scolaire est entièrement revu :
- Circuit D4 : A. Billaut
- Circuit D5 : A. Colas
- Circuit D7 : Claire Fontaine
- Circuit D7 : Côte Blanche
- Circuit D7 : Germigny
- Circuit D7 : Nevers
- Circuit D7 : Jules Renard
- Circuit D7 : LEP Bérégovoy
- Circuit D7 : Saint-Joseph
- Circuit D8 : Victor Hugo
- Circuit D9 : Henri Wallon
- Circuit D9 : Jules Renard
- Circuit D10 : Jules Renard et A. Billaut
- Circuit D10 : LPA et LEGTA (le seul à ne pas être ouvert à tous les voyageurs)
- Circuit D12 : Henri Wallon

Le 30 août 2010, le réseau subit de nouvelles adaptations : 
- Ouverture du circuit scolaire D10 : « Gimouille » (à la suite de l'intégration, au 1er janvier 2010[20], de la commune de Gimouille à l'agglomération) ;
- la navette « Gare » devient « Gare-Soirée » et les voyageurs ne sont plus obligés de se rendre à la gare pour pouvoir l'emprunter ; les bus desservent aussi l'arrêt « Bérégovoy » ;
- le transport à la demande est restructuré, il prend le nom de « Tibus » et fonctionne désormais du lundi au samedi (avec un tracé prédéfini), sur les quatre lignes suivantes :
  - Tibus 1 : Garchizy ↔ Varennes-Vauzelles ↔ Nevers - Pierre Bérégovoy
  - Tibus 2 : Germigny-sur-Loire ↔ Nevers - Pierre Bérégovoy
  - Tibus 3 : Saincaize ↔ Gimouille ↔ Sermoise ↔ Nevers - Pierre Bérégovoy
  - Tibus 4 : Pignelin ↔ Varennes-Vauzelles - Mairie
- création des titres de transport « Tick'R » destinés aux personnes en difficulté financière, dont le prix est réduit de 50 % comparé aux équivalents classiques.

Le 5 septembre 2011, les lignes 4, 6, 8 et 9 sont restructurées et les doublages scolaires 8 et 12 sont supprimés, tandis que le service dominical des lignes 2, 3 et 5 est remplacé par les deux lignes « Dimeo », :
- Ligne 4 : Prolongement devant le siège de la communauté d'agglomération de Nevers ;
- Ligne 6 : Terminus à la Z.I. Nevers Est ; abandon de la desserte du terminus Jacques Duclos et de la desserte des Courlis ;
- Ligne 8 : Mise en place d'un trajet circulaire : Gare ↔ Victor Hugo ↔ Centre Culturel ↔ Carnot Barbusse ↔ Gare ;
- Ligne 9 : À Pougues-les-Eaux, la ligne est prolongée jusqu'au Parc Saint-Léger ;
- Dimeo 1 : Coulanges-lès-Nevers - André Malraux ↔ Jacques Duclos ;
- Dimeo 2 : Varennes-Vauzelles ↔ Hôpital Pierre Bérégovoy (après-midi) / Fourchambault (matin).

Les noms de pierres précieuses sont également abandonnés et la ligne 11 voit sa couleur passer du turquoise au marron. Enfin, les abribus sont progressivement remplacés ou rénovés et la signalétique aux arrêts est revue.
En août 2012, le réseau se dote d'un nouveau site internet.
Au 3 septembre 2012, les navettes gares deviennent « Noctibus », circulent dans les deux sens (plus uniquement en direction des périphéries) et le doublage D5 est supprimé,.
Le 2 janvier 2013, création de la ligne 13 entre Fourchambault et Nevers, via Marzy (commune intégrant la communauté d'agglomération de Nevers au 1er janvier 2013) et du Tibus 13 sur le même trajet.
Le 2 septembre 2013, ouverture de trois circuits scolaires, constitués de l'intégration des services existants :
- D13 Jules Renard : Jules Renard ↔ Chevillettes ;
- D13 : Langevin Busserolles ;
- D13 Langevin-Conflans : Corcelles ↔ Collège Paul Langevin.

De plus, les lignes d'autocars 1, 45 et 64 du réseau d'autocar du conseil général de la Nièvre sont désormais accessibles avec un ticket Taneo à partir de l'agglomération nivernaise.

### Depuis 2014: Taneo et Keolis Nevers, seconde délégation
La société Keolis Nevers a été reconduite comme exploitant le 1er janvier 2014 pour une durée de six ans à la suite d'un appel d'offres où elle était en concurrence avec RATP Dev et Veolia Transdev. Le 1er février 2014, le réseau met en place le service « Mobibus », un service de transport à la demande de personne à mobilité réduite chargé de pallier le manque d'accessibilité de certaines bus ou arrêts du réseau. Le 5 avril 2014, un service de vélo en location nommé « Cycl'Agglo » est mis en place. Au 1er septembre 2014, des trois doublages D13, seul le doublage Langevin-Conflans est maintenu, les autres étant repris par la ligne 13 désormais prolongée à certains services au centre de Nevers, et une expérimentation est réalisée sur la ligne 10 à Challuy et Sermoise-sur-Loire, sur le principe d'un tronc commun desservi en permanence et d'arrêts desservis sur réservation, afin d'optimiser les temps de trajet et de faire des économies,.
Depuis février 2015, le réseau est équipé du Système d’aide à l’exploitation et à l’information voyageurs (SAEIV), un système permettant aux voyageurs d'obtenir les horaires en temps réel et aux conducteurs de pouvoir connaître précisément les éventuels retards et déviations. Ce système, installé progressivement depuis septembre 2014 par la société BusInfo (anciennement Gorba France), sera officiellement inauguré en juillet 2015 avec le nouveau réseau,.
À la veille de la restructuration du réseau le 6 juillet 2015, le réseau était composé des lignes régulières suivantes, :
| Ligne       | Trajet | Arrêts  | Jours de fonctionnement | Affectations        | Fréquence   |
| ----------- | --- | ------- | ----------------------- | ------------------- | ----------- |
| 1           | Grande Pâture ↔ Jules Renard                                                                                            | 27      | L, Ma, Me, J, V, S      | Standards           | 20 min      |
| 2           | Grande Pâture ↔ Varennes-Vauzelles - Place de l'Église                                                                  | 40      | L, Ma, Me, J, V, S      | Standards           | 20 min      |
| 3           | Jean Gautherin ↔ Jacques Duclos via Coulanges-lès-Nevers                                                                | 40      | L, Ma, Me, J, V, S      | Standards           | 30 min      |
| 4           | Nevers Agglomération ↔ Coulanges-lès-Nevers - André Malraux                                                             | 37      | L, Ma, Me, J, V, S      | Standards / Midibus | 40 min      |
| 5           | Grands Champs ↔ Jacques Duclos                                                                                          | 39      | L, Ma, Me, J, V, S      | Standards           | 50 min      |
| 6           | Ver-Vert ↔ Z.I. Nevers-Est                                                                                              | 27 (29) | L, Ma, Me, J, V, S      | Standards / Midibus | 60 min ou + |
| 7           | Garchizy - Les Riolles ↔ Desveaux - Résistance via Fourchambault                                                        | 34      | L, Ma, Me, J, V, S      | Standards           | 40 min      |
| 8           | (Circulaire) Nevers Gare via Victor Hugo, Centre culturel et Carnot - Barbusse                                          | 22      | L, Ma, Me, J, V, S      | Midibus             | 30 min      |
| 9           | Pierre Bérégovoy ↔ Pougues-les-Eaux - Parc Saint-Léger via Varennes-Vauzelles                                           | 34      | L, Ma, Me, J, V, S      | Standards           | 60 min ou + |
| 10          | Sermoise-sur-Loire - Le Port ↔ Desveaux - Résistance via Challuy                                                        | 19 / 24 | L, Ma, Me, J, V, S      | Standards           | 60 min ou + |
| 11          | Hôpital Pierre Bérégovoy ↔ Varennes-Vauzelles - Mairie (Pablo Neruda) via Vauzelles SNCF                                | 23 (33) | L, Ma, Me, J, V         | Midibus             | 60 min ou + |
| 12          | Varennes-Vauzelles - Église ↔ Jacques Duclos                                                                            | 45      | L, Ma, Me, J, V, S      | Standards           | 30 min      |
| 13          | Fourchambault — Rue Gambetta ↔ Nevers agglomération (Nevers Gare / Jules Renard)                                        | 14 (28) | L, Ma, Me, J, V, S      | Minibus             | 60 min ou + |
| Coursinelle | (Circulaire) Carnot — Martin via Office du tourisme (Coursinelle des marchés le samedi matin)                           | 10 (7)  | L, Ma, Me, J, V, S      | Minibus             | 15 min      |
| DimEO 1     | Coulanges-lès-Nevers — André Malraux ↔ Jacques Duclos                                                                   | 36      | D                       | ?                   | ?           |
| DimEO 2     | Varennes-Vauzelles — Place de l'église ↔ Garchizy — Front de Loire (Le matin) / Hôpital Pierre Bérégovoy (L'après-midi) | 51 / 44 | D                       | ?                   | ?           |

Et des lignes de transport à la demande suivantes :
| Ligne                     | Trajet                                            | Arrêts | Jours de fonctionnement | Affectations |
| ------------------------- | ------------------------------------------------- | ------ | ----------------------- | ------------ |
| Tibus Garchizy            | Z.I. Échangeur ↔ Carnot — Bérégovoy               | 9      | L, Ma, Me, J, V, S      | Minibus      |
| Tibus Germigny            | Petit Varennes ↔ Carnot — Bérégovoy               | 9      | L, Ma, Me, J, V, S      | Minibus      |
| Tibus Varennes-Vauzelles  | Pignelin ↔ Varennes-Vauzelles — Mairie            | 3      | L, Ma, Me, J, V, S      | Minibus      |
| Tibus Saincaize-Gimouille | Saincaize-Meauce — Bourg ↔ Carnot — Bérégovoy     | 9      | L, Ma, Me, J, V, S      | Minibus      |
| Tibus 13                  | Fourchambault — Rue Gambetta ↔ Carnot — Bérégovoy | 27     | L, Ma, Me, J, V, S      | Minibus      |

Depuis la mise en place du nouveau réseau, des modifications ont été apportées :
- Le 28 septembre, la ligne T1 a vu sa desserte du côté du terminus A. Colas modifiée à la suite de retards et est désormais effectuée sous forme de boucle, le bus arrivant au terminus par l'ancien trajet et repartant dans l'autre sens sans refaire le détour pour rejoindre l'hôpital[36] ;
- Le 9 novembre, des ajustements horaires sont effectués sur les lignes 4, 5, 10, 12, 13, 14 et Presto 9 pour pallier les retards constatés sur ces lignes[37] ;
- Depuis février 2016, la navette « Coursinelle » a vu sa fréquence repasser à 15 minutes et son trajet adapté à la suite de travaux[38].

## Projets

### Bus à haut niveau de service
Un bus à haut niveau de service est aussi envisagé à l'horizon 2016 ou 2017 dans le centre de Nevers avec une ligne possédant une fréquence d'un bus toutes les six à sept minutes entre la gare de Nevers et un nouveau pôle d'échanges dans le quartier du Banlay, en traversant le centre-ville, et équipée d'un système de priorité aux feux aux carrefours,,,. Mais l'abandon de l'Écotaxe en 2014, a d'abord provoqué la suspension de ce projet, puis a finalement reçu une subvention en fin d'année dans le cadre du 3e appel à projet. Cette ligne, dont le budget prévisionnel est de 8 622 679 € et qui doit être subventionnée à hauteur de 1 600 000 € par l'État dans le cadre du 3e appel à projet transports collectifs et mobilité durable, s'inscrit dans un projet de réorganisation du réseau autour de trois lignes structurantes dont les grandes lignes ont été conservées pour la restructuration du 6 juillet 2015 et qui voit les lignes T1 et T2 emprunter cet itinéraire avec une fréquence de 15 minutes chacune, soit une fréquence de 7 minutes 30 en tout sur ce tronçon.
À partir de septembre 2020 :
Amélioration de la desserte dans les quartiers Faidherbe, Montapin et Mouesse.
Mise en service d'une 3e ligne le dimanche et jour férié qui desservira Garchizy Fourchambault et Marzy.

## Le réseau

### Présentation
Le 6 juillet 2015, le réseau est restructuré autour de 10 lignes régulières hiérarchisés, opération commercialement dénommée « Taneo change de tempo ! »,,. La présentation du nouveau réseau à la population lors de réunions publiques s'est effectuée durant les mois d'avril et mai. Cette restructuration, la plus importante depuis celle de 2007 qui a vu la création du nom Taneo, est justifiée par l'évolution des habitants de l'agglomération nivernaise et la refonte du plan de circulation dans le centre-ville de Nevers. La définition de ce nouveau réseau s'est faite, en accord entre l'autorité organisatrice et le délégataire, à la suite de la réalisation de plusieurs études, dont celle de la fréquentation, et selon les résultats des enquêtes Origine-Destination effectuées auprès de  la population. Des données de l'Insee, comme le taux de motorisation (nombre de véhicules par rapport à la population) ou la tranche d’âge de la population ont été utilisées et les commerçants et associations ont été consultées.
Le nouveau réseau a été inauguré le 4 juillet 2015, accompagné d'animations au square de la Résistance et d'un Flash mob. Les aménagements des nouveaux arrêts ont coûté 250 000 € à la communauté d'agglomération de Nevers et consiste pour la plupart des cas à déplacer le mobilier urbain existant pour l'implanter aux nouveaux emplacements, complétés par l'achat d'abris et de poteaux neufs.
Le réseau dessert les treize communes de la communauté d'agglomération de Nevers : Challuy, Coulanges-lès-Nevers, Fourchambault, Garchizy, Germigny-sur-Loire, Gimouille, Marzy, Nevers, Parigny-les-Vaux Pougues-les-Eaux, Saincaize-Meauce, Sermoise-sur-Loire et Varennes-Vauzelles, soit presque 69 000 habitants,.

### Lignes structurantes
Les deux lignes structurantes « Tempo » formant l'armature du réseau, avec des fréquences de 15 minutes chacune et sur le tronc commun entre les deux lignes, une fréquence de 7 minutes 30 entre deux bus entre la gare de Nevers et le quartier du Banlay et un service assurée du lundi au samedi avec des horaires identiques tout au long de la journée et de l'année. Ces deux lignes, assurent la desserte de l'Ouest de Nevers et de l'hôpital Pierre Bérégovoy, du quartier des Courlis et de la commune de Varennes-Vauzelles,.
Les deux extrémités du tronc commun, les arrêts « Nevers Gares » et « Banlay » constituent les deux pôles de correspondances du réseau. Le premier est en correspondances avec les Intercités, TER et les cars régionaux et le second, qui verra une gare routière aménagée ultérieurement, permet de simplifier les correspondances entre les différentes lignes du réseau.
| Ligne | Trajet                                    | Arrêts | Fréquence journalière | Correspondance ancien/nouveau réseau         | Affectation |
| ----- | ----------------------------------------- | ------ | --------------------- | -------------------------------------------- | ----------- |
| T1    | Alain Colas ↔ Varennes-Vauzelles — Église | 36     | 15 min                | Remplace en grande partie des lignes 1 et 2. | Standard    |
| T2    | Banlay ↔ Jacques Duclos                   | 25     | 15 min                | Remplace le tronc commun des lignes 3 et 12. | Standard    |

### Lignes complémentaires
Les trois lignes complémentaires complétant le maillage du réseau, avec des fréquences de 30 minutes chacune desservant Varennes-Vauzelles, Coulanges-lès-Nevers, Fourchambault et Garchizy, ainsi que des quartiers moins denses de Nevers et un service assurée, à l'instar des lignes « Tempo », du lundi au samedi avec des horaires identiques tout au long de la journée et de l'année,,.
| Ligne | Trajet                                              | Arrêts   | Fréquence journalière | Correspondance ancien/nouveau réseau                                                       | Affectation      |
| ----- | --------------------------------------------------- | -------- | --------------------- | ------------------------------------------------------------------------------------------ | ---------------- |
| 3     | Varennes-Vauzelles — Église ↔ Nevers Gares          | 39       | 30 min                | Remplace les parties Nord des lignes 2 et 12.                                              | Standard         |
| 4     | Hôpital Bérégovoy ↔ Banlay via Coulanges-lès-Nevers | 35 à 37  | 30 min                | Ligne 4 actuelle modifiée aux deux extrémités, remplace la ligne 3 à Coulanges-lès-Nevers. | Standard/Midibus |
| 5     | Garchizy — Mairie ↔ Nevers Gares via Fourchambault  | 29 ou 30 | 30 min                | Remplace la ligne 7 avec un trajet modifié.                                                | Standard         |

### Lignes périphériques
Pour desservir les communes périphériques de l'agglomération et les relier à Nevers, cinq lignes périphériques régulières les desservent (Marzy, Sermoise-sur-Loire...), à raison de 3 à 10 allers et retours par jour avec un fonctionnement régulier aux heures de pointe.
Aux heures où la fréquentation est la plus faible le service est assuré, à l'exception de la ligne 11 ne fonctionnant qu'en pointe, par le service de transport à la demande « Tibus »,,,,.
| Ligne | Trajet                                           | Arrêts  | Fréquence en heures de pointe | Correspondance ancien/nouveau réseau                                                                     | Affectation      |
| ----- | ------------------------------------------------ | ------- | ----------------------------- | --- | ---------------- |
| 10    | Banlay ↔ Sermoise Port                           | 21 à 30 | 9 Allers/retours              | Ligne 10 actuelle prolongée au Banlay et desserte du port de Nevers sur réservation.                     | Standard/Midibus |
| 11    | Hôpital Bérégovoy ↔ Banlay                       | 31      | 3 Allers/retours              | Ligne 11 actuelle prolongée au Banlay avec un nouveau trajet à Varennes-Vauzelles et vers l'hôpital.     | Midibus          |
| 12    | Pougues — Casino ↔ Banlay                        | 21 à 27 | 7 Allers/retours              | Remplace la ligne 9 avec un terminus reporté au Banlay et desserte du centre de Pougues sur réservation. | Standard/Midibus |
| 13    | Emile Martin ↔ Banlay via Fourchambault et Marzy | 42      | 9 Allers/retours              | Ligne 13 actuelle prolongée à Fourchambault et au Banlay par la partie Ouest de l'ancienne ligne 8.      | Standard/Midibus |
| 14    | Alain Colas ↔ ESAT                               | 30 à 32 | 10 Allers/retours             | Remplace en grande partie la ligne 5 et la ligne 6 dans la ZI Nevers-Est.                                | Midibus          |

### Transport à la demande
Deux types de transport à la demande existent :
Le premier est le « service sur réservation », appliqué à la ligne 10 depuis septembre 2014, descente sur demande au conducteur et montée sur réservation téléphonique préalable une demi-journée à l'avance, est étendu à d'autres communes et lignes. L'extension de ce service a été prévu afin de faire face aux restrictions budgétaires, ce qui provoque des mécontentements de la part des utilisateurs du réseau, critiquant notamment le manque de flexibilité qu'impose la réservation pour monter dans le bus aux arrêts concernés par ce dispositif,.
Les secteurs concernés par ce service :
- Ligne 4 : Sur la commune de Coulanges-lès-Nevers, desserte de deux arrêts desservant la mairie et l'école André Malraux ;
- Ligne 10 : Sur la commune de Nevers, desserte du port de la Jonction ; desserte de tous les arrêts à Challuy ; Sur la commune de Sermoise-sur-Loire, desserte du lycée agricole et du bourg ;
- Ligne 12 : Sur la commune de Varennes-Vauzelles, desserte de la Zone industrielle de l'Échangeur ; Sur la commune de Pougues-les-Eaux, desserte du centre-ville et du centre d'art contemporain du parc Saint Léger ;
- Ligne 14 : Sur la commune de Nevers, desserte de la Zone industrielle Est.

Le second est « Tibus », qui assure le service sur les lignes 10, 12, 13 et 14 en semaine en heures creuses, le samedi, durant les vacances scolaires et durant une période allant du 14 juillet au 15 août environ. Le service fonctionne selon des horaires prédéfinis pouvant être réservés au minimum deux heures à l'avance,,,,.
Pour les communes et zones les plus rurales, trois lignes périphériques sur réservation desservent Germigny-sur-Loire, Gimouille et Saincaize-Meauce et sont assurées exclusivement sous la forme du transport à la demande « Tibus », ces lignes sont des évolutions des anciennes lignes « Tibus » d'avant juillet 2015,,.
| Ligne | Trajet                                           | Arrêts | Fréquence journalière  | Correspondance ancien/nouveau réseau   |
| ----- | ------------------------------------------------ | ------ | ---------------------- | -------------------------------------- |
| 15    | Pignelin ↔ Varennes-Vauzelles — Mairie           | 8      | Transport à la demande | Remplace le Tibus Varennes-Vauzelles.  |
| 16    | Croisement ↔ Pougues Gare via Germigny-sur-Loire | 10     | Transport à la demande | Remplace le Tibus Germigny.            |
| 17    | Les 4 Cheminée ↔ Nevers Gares via Gimouille      | 16     | Transport à la demande | Remplace le Tibus Saincaize-Gimouille. |

Au premier janvier 2017, Nevers Agglomération accueille une 13e commune : Parigny-les-Vaux. Dans ce contexte une nouvelle ligne de transport à la demande est créée sur le même principe que la ligne 16, avec un rabattement sur la gare de Pougues-les-Eaux
| Ligne | Trajet                                         | Arrêts | Fréquence journalière  | Correspondance ancien/nouveau réseau |
| ----- | ---------------------------------------------- | ------ | ---------------------- | ------------------------------------ |
| 18    | Maupertuis ↔ Pougues Gare via Parigny-les-vaux | 11     | Transport à la demande | Ligne créée au 1er janvier 2017      |

### Navette de centre-ville

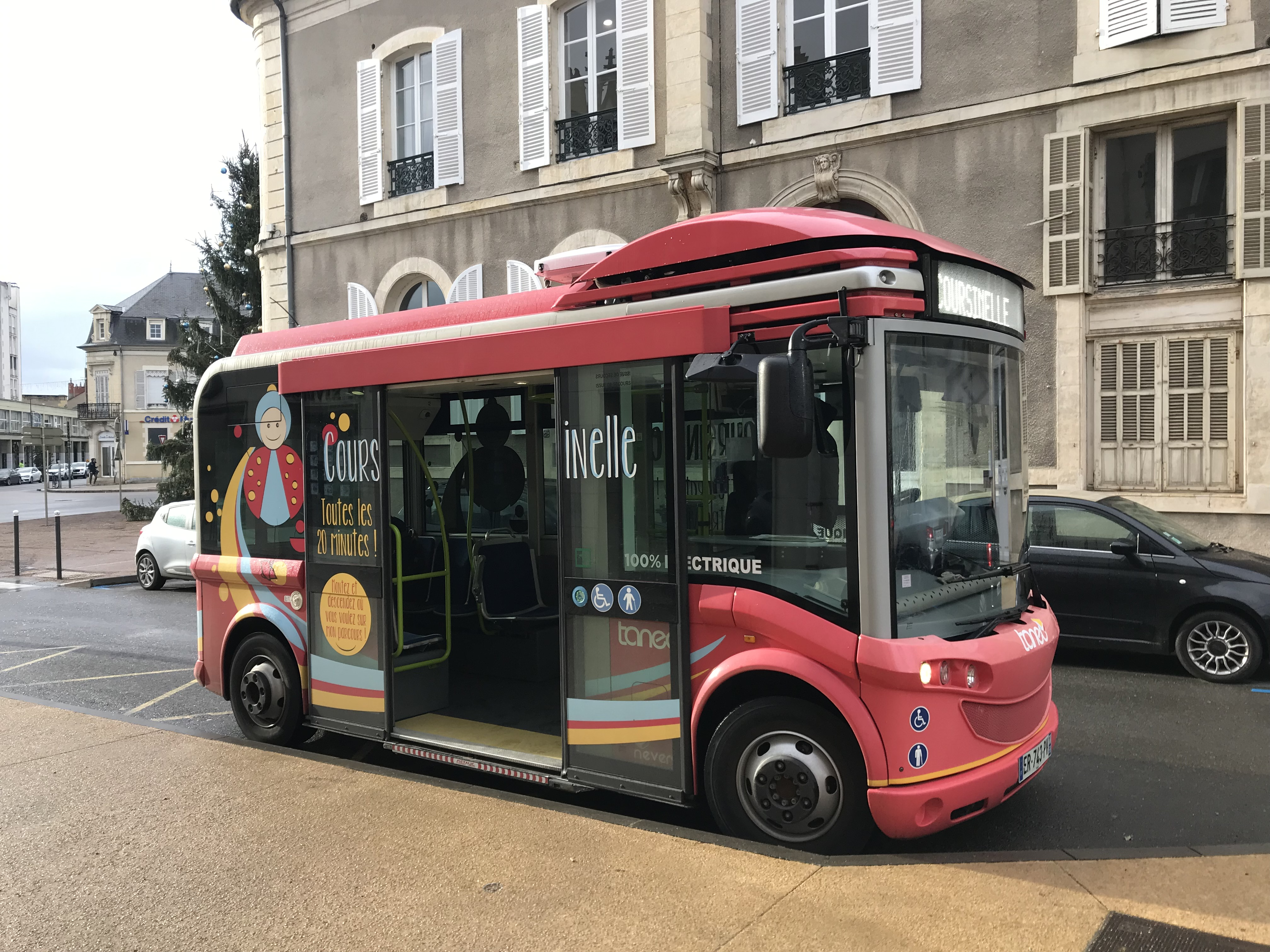
La Coursinelle à l'arrêt.

Dans le centre-ville de Nevers, la refonte du plan de circulation, marqué par la mise à double-sens de la rue Henri Barbusse et de l'avenue Marceau, ainsi que la transformation de la place Carnot en carrefour giratoire, conduisent à l'abandon du passage des bus dans l'avenue Pierre Bérégovoy,. La desserte du centre-ville, en particulier la place Saint-Sébastien, réalisée auparavant par les lignes 3, 5 et 12, est confiée confiée à la navette Coursinelle, qui voit sa fréquence passer de 15 à 20 minutes et qui dispose d'arrêts desservis sur demande, ce changement de fonctionnement permettrait d'économiser 100 000 € par an comparé à l'ajout d'un second véhicule. La nouvelle ligne à destination du quartier des Courlis, la T2, contourne le centre-ville par les bords de Loire et la Maison de la Culture de Nevers.
Le nouveau trajet, toujours en boucle en sens horaire, est le suivant : La ligne dessert la place de l'Europe, la préfecture de la Nièvre, la rue Saint-Étienne, la place Guy Coquille, la rue Jean Desveaux puis abandonne la desserte des parkings Ravelin et du Champ de foire pour reprendre ensuite son ancien tracé vers la Place Mancini et ce jusqu'à l'office du Tourisme où elle suit le tracé de la « Coursinelle des Marchés » du samedi matin par le Marché Saint-Laurent et rejoindre la rue Saint-Martin.
Depuis février 2016, la ligne a vu son fonctionnement modifié avec un retour à une fréquence de 15 minutes, une desserte raccourcie à l'Est en desservant désormais l'arrêt « Carnot » et un changement de trajet vers la rue Saint-Étienne à la suite des travaux en cours.
| Ligne       | Trajet                                           | Arrêts | Fréquence journalière | Correspondance ancien/nouveau réseau      |
| ----------- | ------------------------------------------------ | ------ | --------------------- | ----------------------------------------- |
| Coursinelle | (Circulaire) Desserte du centre-ville de Nevers. | 6      | 15 min                | Ligne Coursinelle avec un trajet refondu. |

Le 4 décembre 2018, Tanéo annonce un nouveau trajet pour la Coursinelle. La ligne dessert La rue St Martin, la rue de la nièvre, l'arrêt St Pierre, la préfecture de la Nièvre, la rue Saint-Étienne repasse à l'arrêt St Pierre, l'arrêt Résistance en correspondance avec les lignes T1 - T2 - 4 et revient dans l'avenue Pierre Bérégovoy.

### Dimanche
Les dimanches et jours fériés, le service «Dimanche et jours fériés» est désormais assuré par les nouvelles lignes T1, T2 et L5 qui fonctionnent de 9 h 20 à 20 h et de 8 h 50 à 20 h pour la L5.
| Ligne | Trajet                                    | Arrêts | Fréquence journalière | Affectation      |
| ----- | ----------------------------------------- | ------ | --------------------- | ---------------- |
| T1    | Alain Colas ↔ Varennes-Vauzelles — Église | 34     | 7 AR/J                | Standard/Minibus |
| T2    | Banlay ↔ Jacques Duclos                   | 22     | 7 AR/J                | Standard/Minibus |
| L5    | Les Révériens ↔ Nevers Gares              | 37     | 7 AR/J                | Standard/Minibus |

### Taneo Primo
Un nouveau service sur réservation, « Taneo Primo », est proposé tôt le matin du lundi au vendredi avant la prise de service du réseau régulier, à raison de deux départs à 6 h et 6 h 30, le service dessert Coulanges-lès-Nevers, Nevers et Varennes-Vauzelles en liaison avec la place Carnot de Nevers, la gare de Nevers et l'hôpital Pierre Bérégovoy au départ de tous les arrêts du Noctibus. La réservation doit se faire au plus tard la veille.

### Noctibus
En soirée, le service « Noctibus » toujours composé des zones Ouest et Est fonctionne désormais uniquement les vendredis et samedis soir (au lieu du lundi au vendredi soir et d'une prolongation de service des anciennes lignes 2, 3 et 5 le samedi soir). Le service fonctionne autour du tronc commun des lignes T1 et T2 entre la gare de Nevers et le Banlay : Le bus desservant la zone Ouest part du Banlay, dessert tous les arrêts du tronc commun puis dessert les arrêts de la zone tandis que pour la zone Est le bus fait l'inverse et part de la gare et dessert les arrêts du tronc commun dans l'autre sens. Le service fonctionne du lundi au samedi à raison d'un départ toutes les 20 minutes entre 20 h et 21 h et, les vendredis et samedis, un départ toutes les 40 minutes jusqu'à 23 h.
| Secteur               | Desserte                                                             | Matériel | Jours de fonctionnement | Exploitant    |
| --------------------- | -------------------------------------------------------------------- | -------- | ----------------------- | ------------- |
| Navette secteur Est   | Desserte des arrêts de l'Ouest de Nevers et de Coulanges-lès-Nevers. | Minibus  | L, Ma, Me, J, V, S      | Keolis Nevers |
| Navette secteur Ouest | Desserte des arrêts de l'Est de Nevers et de Varennes-Vauzelles.     | Minibus  | L, Ma, Me, J, V, S      | Keolis Nevers |

### Lignes scolaires
Le réseau scolaire pour l'année scolaire 2022/2023 est composée de deux types de lignes :
- Les lignes « Taneo Presto » P1 à P14, ouvertes à tous les voyageurs et destinées à la desserte des collèges et lycées ;
- Les lignes « Spécial Scolaire » SP1 à SP9, réservées uniquement aux élèves des écoles primaires.

#### Lignes Presto
À l'exception de la transformation de l'ancien circuit D9 Boulorges - Jules Renard en spécial scolaire et la suppression des circuits D4 Adam Billaut, et D7 Nevers, toutes les lignes ont été renumérotées et modifiées.
| Ligne      | Date d'ouverture | Trajet                                                  | Arrêts | Jours de fonctionnement | Exploitant    | Correspondance ancien/nouveau réseau                          |
| ---------- | ---------------- | ------------------------------------------------------- | ------ | ----------------------- | ------------- | ------------------------------------------------------------- |
| P1         | septembre 2015   | René Marlin ↔ Lycée Saint-Joseph                        | 7      | L, Ma, Me, J, V         | Keolis Nevers | Circuit D4 Alain Colas - Saint-Joseph renuméroté et modifié   |
| P2         | septembre 2015   | Côte Blanche ↔ Collège Paul Langevin                    | 11     | L, Ma, Me, J, V         | STI Nièvre    | Circuit D7 Côte Blanche renuméroté et modifié                 |
| P3         | septembre 2015   | Les Révériens ↔ CFA Marzy                               | 13     | L, Ma, Me, J, V         | Keolis Nevers | Circuit D7 Claire Fontaine renuméroté et modifié              |
| P4         | septembre 2015   | Croisement ↔ Collège Paul Langevin                      | 19     | L, Ma, Me, J, V         | STI Nièvre    | Circuit D7 Germigny renuméroté et modifié                     |
| P5         | septembre 2015   | Côte Blanche ↔ Banlay                                   | 17     | L, Ma, Me, J, V         | STI Nièvre    | Circuit D7 Jules Renard renuméroté et modifié                 |
| P6         | septembre 2015   | Fourchambault — Route de Vauzelles ↔ Lycée Saint-Joseph | 40     | L, Ma, Me, J, V         | Keolis Nevers | Circuit D7 Alain Colas - Saint-Joseph renuméroté et modifié   |
| P7         | septembre 2015   | Le Magny ↔ Collège Paul Langevin                        | 16-18  | L, Ma, Me, J, V         | STI Nièvre    | Circuit D13 Langevin - Conflans renuméroté et modifié         |
| P9         | septembre 2015   | Pougues Médicis ↔ Banlay                                | 8      | L, Ma, Me, J, V         | STI Nièvre    | Circuit D9 Henri Wallon - Jules Renard renuméroté et modifié  |
| P10 P10bis | septembre 2015   | Gimouille / Challuy / Saincaize ↔ Collège Adam Billaut  | 15     | L, Ma, Me, J, V         | Keolis VS     | Circuit D10 Gimouille renuméroté et modifié                   |
| P10 P10bis | septembre 2018   | Gare de Nevers ↔ LPA/LEGTA                              | 4      | L, Ma, Me, J, V         | Keolis Nevers | Circuit D10 Lpa/Legta                                         |
| P12        | septembre 2015   | Les Tuileries ↔ Collège Adam Billaut                    | 10     | L, Ma, Me, J, V         | STI Nièvre    | Circuit D10 Jules Renard - Adam Billaut renuméroté et modifié |

La ligne P11 et supprimé et la ligne P10bis et crée.
La ligne P8 est supprimé.

#### Services spéciaux
À l'exception de la suppression des SP¨Foncelin - Jules Renard et SP Loire ainsi que la ligne Bourg de Varrenne ↔ Pignelin (SP7), ces lignes sont pas ou peu modifiées.
| Ligne | Date d'ouverture | Trajet                                                                   | Arrêts | Jours de fonctionnement | Exploitant | Correspondance ancien/nouveau réseau                  |
| ----- | ---------------- | ------------------------------------------------------------------------ | ------ | ----------------------- | ---------- | ----------------------------------------------------- |
| SP 1  | septembre 2009   | Desserte des écoles de Challuy et Sermoise-sur-Loire                     | 7      | L, Ma, J, V             | STI Nièvre | Inchangée                                             |
| SP 2  | septembre 2009   | Desserte des écoles de Challuy et Sermoise-sur-Loire                     | 4      | L, Ma, J, V             | STI Nièvre | Inchangée                                             |
| SP 3  | septembre 2010   | Desserte des écoles de Gimouille et Saincaize-Meauce                     | 4      | L, Ma, J, V             | KVS        | SP Gimouille - Saincaize renuméroté                   |
| SP 4  | septembre 2009   | Côte Blanche ↔ Desserte des écoles Guy Moquet et Paul Éluard de Garchizy | 11     | L, Ma, Me, J, V         | STI Nièvre | SP Moquet - Éluard renuméroté                         |
| SP 6  | septembre 2015   | Boulorges ↔ Banlay                                                       | 6      | L, Ma, Me, J, V         | TAXI       | Remplace l'ancien circuit D9 Boulorges - Jules Renard |
| SP 8  | septembre 2015   | Village Dufaud ↔ École Primaire                                          | 5      | L, Ma, J, V             | STI Nièvre | SP Marzy renumérotée et modifié                       |
| SP 9  | septembre 2017   | Maupertuis Haut ↔ Parigny Bourg                                          | 9      | L, Ma, J, V             | STI Nièvre | Nouvelle ligne                                        |

### Lignes événementielles
Le réseau assure deux navettes événementielles, toutes les deux gratuites :
Les navettes « Cultur'Bus » desservant la Maison de la Culture de Nevers et de la Nièvre, ou d'autres lieux partenaires, lors d'un spectacle ou d'un concert avec une arrivée un quart d'heure avant le début de l'événement ; un ticket de bus spécial est disponible à bord des véhicules.
La navette assurant la liaison entre Nevers et le stade du Pré Fleuri à Sermoise-sur-Loire où évolue l'USON Rugby, le club de rugby à XV de Nevers. Le service, créé en septembre 2014, permet d'assurer l'acheminement des spectateurs à raison d'un bus toutes les dix minutes et le retour jusqu'à une heure après la fin du match,. La navette part du parking du Champ de foire, passe devant la MCNN, emprunte le Pont de Loire puis suit le trajet de la ligne 10 jusqu'au stade.

### Mobibus
Le service « Mobibus » est un service de transport à la demande assuré par Keolis Nevers du lundi au samedi sur réservation préalable au plus tard une demi-journée à l'avance par téléphone ou à l'« Espace Taneo », l'agence commerciale située avenue Pierre Bérégovoy dans le centre de Nevers.
Le service fonctionne entre n'importe quels arrêts du réseau et permet de pallier le manque d'accessibilité de certains arrêts ou véhicules du réseau. Le service fonctionne à l'aide de minibus ou de monospaces aménagés. Il permet au réseau respecter la loi pour l'égalité des droits et des chances, la participation et la citoyenneté des personnes handicapées du 11 février 2005 qui prévoit l'existence d'un service de substitution en cas de non-accessibilité d'un arrêt ou véhicule.
Lancé en 2014, le service reste méconnu avec seulement deux appels en deux ans. Il évolue de façon expérimentale entre septembre 2016 et mars 2017 avec une prise en charge le long des lignes et selon les amplitudes de service du réseau classique, l'objectif étant d'augmenter son utilisation.

### Service de location de vélos «Cycl'Agglo»
Le service Cycl'Agglo est un service de location de vélo longue durée permettant à tout résident âgé de plus de 14 ans de Nevers Agglomération et dans la limite du périmètre de l'agglomération de louer un vélo pour une durée de 1, 3, 6 ou 12 mois renouvelable. Des tarifs réduits sont proposés aux personnes abonnées au réseau de bus.
Les vélos proposés sont de marque Decathlon b'Twin et deux modèles sont proposés : un modèle classique et un modèle à assistance électrique ; un antivol est fourni avec chaque vélo. L'inscription au service et le retrait du vélo se font à l'Espace Taneo. Chaque vélo coûte 300 € à Nevers Agglomération, propriétaire des vélos, pour l'entretien tel que les pneus ou les batteries. La petite maintenance, telle que le remplacement d'un peu crevé, est à la charge de l'utilisateur. Lancé en avril 2014 avec dix vélos à l'occasion de la semaine européenne du développement durable, le service rapidement victime de son succès, a été complété par vingt autres vélos à assistance électrique dès le mois de juin suivant, ce qui n'a pas empêché de voir la liste des réservations complète durant plusieurs mois,. En juin 2015, le service compte cinquante vélos mais le nombre d'inscrits en liste d'attente ne diminue pas et une hausse tarifaire est annoncée pour septembre 2015, et qui devrait continuer jusqu'en 2019.

### Intermodalité
L'agglomération nivernaise est desservie par une dizaine de gares ferroviaires et par plusieurs lignes d'autocars. Des accords tarifaires permettent d'utiliser ces modes de transports avec un titre de transport Taneo.

#### Avec les cars régionaux
Les lignes régulières 501, 502 et 503 Mobigo sont accessibles avec un titre de transport Taneo à l'intérieur du périmètre de l'agglomération nivernaise.

#### Avec les trains régionaux
Il en est de même pour les TER Bourgogne-Franche-Comté entre les différentes gares de l'agglomération :
- Gare de Fourchambault ;
- Gare de Garchizy ;
- Gare de Nevers ;
- Gare de Nevers-les-Perrières ;
- Gare de Nevers-le-Banlay ;
- Gare de Pougues-les-Eaux ;
- Gare de Saincaize ;
- Gare de Vauzelles.

Sur les liaisons suivantes :
Note : En cas de tronc commun, les données concernent l'ensemble du tronc et ne sont pas données ligne par ligne.
| Ligne | Gares desservies                                                                    | Terminus hors-agglo                |
| ----- | ----------------------------------------------------------------------------------- | ---------------------------------- |
| 3     | Nevers ↔ Nevers-le-Banlay ↔ Nevers-les-Perrières                                    | Dijon-Ville                        |
| 6 / 8 | Nevers ↔ Saincaize                                                                  | Lyon-Perrache / Moulins-sur-Allier |
| 7     | Nevers-le-Banlay ↔ Nevers ↔ Vauzelles ↔ Fourchambault ↔ Garchizy ↔ Pougues-les-Eaux | Cosne-sur-Loire - Paris-Bercy      |

## Refonte d'une partie du réseau.

### Présentation
Le 19 octobre 2020, une partie du réseau est restructurée autour des 9 lignes régulières hiérarchisés, opération commercialement dénommée «On voit... des lignes qui évoluent ! »,,. La présentation du nouveau réseau à la population lors de réunions publiques s'est effectuée durant les mois de septembre et octobre . Cette restructuration, la plus importante depuis celle de 2015, est justifiée par l'évolution des habitants de l'agglomération nivernaise et la refonte du plan de circulation dans le centre-ville de Nevers. La définition de ce nouveau réseau s'est faite, en accord entre l'autorité organisatrice et le délégataire, à la suite de la réalisation de plusieurs études, dont celle de la fréquentation, et selon les résultats des enquêtes Origine-Destination effectuées auprès de  la population. Des données de l'Insee, comme le taux de motorisation (nombre de véhicules par rapport à la population) ou la tranche d’âge de la population ont été utilisées et les commerçants et associations ont été consultées. Le nouveau réseau a été inauguré le 19 septembre 2020 pour la journée du transport public.
Le réseau dessert toujours les treize communes de la communauté d'agglomération de Nevers : Challuy, Coulanges-lès-Nevers, Fourchambault, Garchizy, Germigny-sur-Loire, Gimouille, Marzy, Nevers, Parigny-les-Vaux Pougues-les-Eaux, Saincaize-Meauce, Sermoise-sur-Loire et Varennes-Vauzelles, soit presque 75000 habitants,.

### Lignes structurantes
Les deux lignes structurantes « Tempo » formant l'armature du réseau, avec des fréquences de 15 minutes chacune et sur le tronc commun entre les deux lignes, une fréquence de 7 minutes 30 entre deux bus entre la gare de Nevers et le quartier du Banlay et un service assurée du lundi au dimanche avec des horaires identiques tout au long de la journée et de l'année. Ces deux lignes, assurent la desserte de l'Ouest de Nevers et de l'hôpital Pierre Bérégovoy, du quartier des Courlis et de la commune de Varennes-Vauzelles,.
Les deux extrémités du tronc commun, les arrêts « Nevers Gares » et « Banlay » constituent les deux pôles de correspondances du réseau. Le premier est en correspondances avec les Intercités, TER et les cars régionaux et le second, qui verra une gare routière aménagée ultérieurement, permet de simplifier les correspondances entre les différentes lignes du réseau.
| Ligne | Trajet                                    | Arrêts | Fréquence journalière | Correspondance ancien/nouveau réseau | Affectation |
| ----- | ----------------------------------------- | ------ | --------------------- | ------------------------------------ | ----------- |
| T1    | Alain Colas ↔ Varennes-Vauzelles — Église | 36     | 15 min                | Circule le Dimanche                  | Standard    |
| T2    | Banlay ↔ Jacques Duclos                   | 25     | 15 min                | Circule le Dimanche                  | Standard    |

### Lignes complémentaires
Les trois lignes complémentaires complétant le maillage du réseau, avec des fréquences de 30 à 60 minutes chacune desservant Varennes-Vauzelles, Coulanges-lès-Nevers, Fourchambault et Garchizy, ainsi que des quartiers moins denses de Nevers et un service assurée, à l'instar des lignes « Tempo », du lundi au samedi avec des horaires identiques tout au long de la journée et de l'année,,.
| Ligne | Trajet                                              | Arrêts   | Fréquence journalière | Correspondance ancien/nouveau réseau | Affectation      |
| ----- | --------------------------------------------------- | -------- | --------------------- | --- | ---------------- |
| 3     | Varennes-Vauzelles — Église ↔ Nevers Gares          | 39       | 30 min / 60 min       | Aucun changement hors horaire. | Standard         |
| 4     | Hôpital Bérégovoy ↔ Banlay via Coulanges-lès-Nevers | 33 ou 36 | 30 min                | Nouvel itinéraire entre la Gare et l'Hôpital avec un passage par la rue de la Raie ou le quartier des Montapins                                                                        | Standard/Midibus |
| 5     | Garchizy — Mairie ↔ Nevers Gares via Fourchambault  | 40 ou 28 | 30 min                | Simplification de la ligne avec un terminus aux Rivériens ou Emile Martin. Amélioration de la desserte du quartier des Montôts et liaison avec la route de Marzy. Circule le dimanche. | Standard         |

### Lignes périphériques
Pour desservir les communes périphériques de l'agglomération et les relier à Nevers, cinq lignes périphériques régulières les desservent (Marzy, Sermoise-sur-Loire...), à raison de 3 à 10 allers et retours par jour avec un fonctionnement régulier aux heures de pointe.
Aux heures où la fréquentation est la plus faible le service est assuré, à l'exception de la ligne 11 ne fonctionnant qu'en pointe, par le service de transport à la demande « Tibus »,,,,.
| Ligne | Trajet                                                   | Arrêts             | Fréquence en heures de pointe | Correspondance ancien/nouveau réseau                                                                                    | Affectation      |
| ----- | -------------------------------------------------------- | ------------------ | ----------------------------- | --- | ---------------- |
| 10    | Banlay ↔ Saincaize                                       | 19 à 30 ou 27 à 36 | 8 Allers et 9 retours         | La ligne 10 et 17 fusionnent en une seule ligne 10 Sermoise-Challuy-Gimouille-Saincaize                                 | Standard/Midibus |
| P11   | Hôpital Bérégovoy ↔ Banlay                               | 31                 | 3 Allers/retours              | La Ligne 11 devient la P11 car la ligne n'est utilisée que par les scolaires.                                           | Car              |
| 12    | Pougues — Casino ↔ Banlay                                | 21 à 27            | 8 allers et 9 retours         | Aucun changement hors horaire.                                                                                          | Standard/Midibus |
| 13    | Front de Loire ↔ Nevers Gares via Fourchambault et Marzy | 36                 | 10 Allers/Retours             | Le terminus est déplacé à la gare de Nevers et l'autre terminus reprend les 3 arrêts les moins fréquentés de la Ligne 5 | Standard/Midibus |
| 14    | Banlay ↔ ESAT                                            | 30 à 32            | 75 min                        | Remplace la partie gare de Nevers à Banlay de la ligne 13 et ne dessert plus le quartier des Montapins.                 | Midibus          |

### Transport à la demande
Deux types de transport à la demande existent :
Le premier est le « service sur réservation », appliqué à la ligne 10 depuis septembre 2014, descente sur demande au conducteur et montée sur réservation téléphonique préalable une demi-journée à l'avance, est étendu à d'autres communes et lignes. L'extension de ce service a été prévu afin de faire face aux restrictions budgétaires, ce qui provoque des mécontentements de la part des utilisateurs du réseau, critiquant notamment le manque de flexibilité qu'impose la réservation pour monter dans le bus aux arrêts concernés par ce dispositif,.
Les secteurs concernés par ce service :
- Ligne 4 : Sur la commune de Coulanges-lès-Nevers, desserte de deux arrêts desservant la mairie et l'école André Malraux ;
- Ligne 10 : Sur la commune de Nevers, desserte du port de la Jonction ; desserte de tous les arrêts à Challuy ; Sur la commune de Sermoise-sur-Loire, desserte du lycée agricole et du bourg ;
- Ligne 12 : Sur la commune de Varennes-Vauzelles, desserte de la Zone industrielle de l'Échangeur ; Sur la commune de Pougues-les-Eaux, desserte du centre-ville et du centre d'art contemporain du parc Saint Léger ;
- Ligne 14 : Sur la commune de Nevers, desserte de la Zone industrielle Est.

Le second est « Tibus », qui assure le service sur les lignes 10, 12, 13 et 14 en semaine en heures creuses, le samedi, durant les vacances scolaires et durant une période allant du 14 juillet au 15 août environ. Le service fonctionne selon des horaires prédéfinis pouvant être réservés au minimum deux heures à l'avance,,,,.
Pour les communes et zones les plus rurales, trois lignes périphériques sur réservation desservent Germigny-sur-Loire, Gimouille et Saincaize-Meauce et sont assurées exclusivement sous la forme du transport à la demande « Tibus », ces lignes sont des évolutions des anciennes lignes « Tibus » d'avant juillet 2015,,.
| Ligne | Trajet                                           | Arrêts | Fréquence journalière  | Correspondance ancien/nouveau réseau  |
| ----- | ------------------------------------------------ | ------ | ---------------------- | ------------------------------------- |
| 15    | Pignelin ↔ Varennes-Vauzelles — Mairie           | 8      | Transport à la demande | Remplace le Tibus Varennes-Vauzelles. |
| 16    | Croisement ↔ Pougues Gare via Germigny-sur-Loire | 10     | Transport à la demande | Remplace le Tibus Germigny.           |

Au premier janvier 2017, Nevers Agglomération accueille une 13e commune : Parigny-les-Vaux. Dans ce contexte une nouvelle ligne de transport à la demande est créée sur le même principe que la ligne 16, avec un rabattement sur la gare de Pougues-les-Eaux
| Ligne | Trajet                                         | Arrêts | Fréquence journalière  | Correspondance ancien/nouveau réseau |
| ----- | ---------------------------------------------- | ------ | ---------------------- | ------------------------------------ |
| 18    | Maupertuis ↔ Pougues Gare via Parigny-les-vaux | 11     | Transport à la demande | Ligne créée au 1er janvier 2017      |

### Navette de centre-ville
Dans le centre-ville de Nevers, la refonte du plan de circulation, marqué par la mise à double-sens de la rue Henri Barbusse et de l'avenue Marceau, ainsi que la transformation de la place Carnot en carrefour giratoire, conduisent à l'abandon du passage des bus dans l'avenue Pierre Bérégovoy,. La desserte du centre-ville, en particulier la place Saint-Sébastien, réalisée auparavant par les lignes 3, 5 et 12, est confiée confiée à la navette Coursinelle, qui voit sa fréquence passer de 15 à 20 minutes et qui dispose d'arrêts desservis sur demande, ce changement de fonctionnement permettrait d'économiser 100 000 € par an comparé à l'ajout d'un second véhicule. La nouvelle ligne à destination du quartier des Courlis, la T2, contourne le centre-ville par les bords de Loire et la Maison de la Culture de Nevers.
Le nouveau trajet, toujours en boucle en sens horaire, est le suivant : La ligne dessert la place de l'Europe, la préfecture de la Nièvre, la rue Saint-Étienne, la place Guy Coquille, la rue Jean Desveaux puis abandonne la desserte des parkings Ravelin et du Champ de foire pour reprendre ensuite son ancien tracé vers la place Mancini et ce jusqu'à l'office du Tourisme où elle suit le tracé de la « Coursinelle des Marchés » du samedi matin par le Marché Saint-Laurent et rejoindre la rue Saint-Martin.
Depuis février 2016, la ligne a vu son fonctionnement modifié avec un retour à une fréquence de 15 minutes, une desserte raccourcie à l'Est en desservant désormais l'arrêt « Carnot » et un changement de trajet vers la rue Saint-Étienne à la suite des travaux en cours.
Depuis septembre 2024, le tracé de la Coursinelle a été remanié s'adaptant désormais aux évènements en passant par la rue Saint-Martin puis les différents parking relais du quartier des Bords-De-Loire (Médine, Ravelin, Champ de Foire et Pont Cizeau) revenant ainsi à la Préfecture de la Nièvre et passe désormais par les Archives Départementales pour revenir à Carnot. La Porte de Paris n'est plus desservi par sa fermeture du vendredi au samedi.
| Ligne       | Trajet                                           | Arrêts | Fréquence journalière | Correspondance ancien/nouveau réseau |
| ----------- | ------------------------------------------------ | ------ | --------------------- | ------------------------------------ |
| Coursinelle | (Circulaire) Desserte du centre-ville de Nevers. | 12     | 20 min                | Aucun changement                     |

### Taneo Primo
Un nouveau service sur réservation, « Taneo Primo », est proposé tôt le matin du lundi au vendredi avant la prise de service du réseau régulier, à raison de deux départs à 6 h et 6 h 30, le service dessert Coulanges-lès-Nevers, Nevers et Varennes-Vauzelles en liaison avec la place Carnot de Nevers, la gare de Nevers et l'hôpital Pierre Bérégovoy au départ de tous les arrêts du Noctibus. La réservation doit se faire au plus tard la veille.

### Noctibus
En soirée, le service « Noctibus » toujours composé des zones Ouest et Est fonctionne désormais uniquement les vendredis et samedis soir (au lieu du lundi au vendredi soir et d'une prolongation de service des anciennes lignes 2, 3 et 5 le samedi soir). Le service fonctionne autour du tronc commun des lignes T1 et T2 entre la gare de Nevers et le Banlay : Le bus desservant la zone Ouest part du Banlay, dessert tous les arrêts du tronc commun puis dessert les arrêts de la zone tandis que pour la zone Est le bus fait l'inverse et part de la gare et dessert les arrêts du tronc commun dans l'autre sens. Le service fonctionne du lundi au samedi à raison d'un départ toutes les 20 minutes entre 20 h et 21 h et, les vendredis et samedis, un départ toutes les 40 minutes jusqu'à 23 h.
| Secteur               | Desserte                                                                        | Matériel           | Jours de fonctionnement | Exploitant    |
| --------------------- | ------------------------------------------------------------------------------- | ------------------ | ----------------------- | ------------- |
| Navette secteur Est   | Desserte des arrêts de l'Ouest de Nevers et de Coulanges-lès-Nevers.            | Standard / Midibus | L à S                   | Keolis Nevers |
| Navette secteur Ouest | Desserte des arrêts de l'Est de Nevers de Varennes-Vauzelles et de Fourchabault | Standard / Midibus | L à S                   | Keolis Nevers |

### Lignes scolaires
Le réseau scolaire pour l'année scolaire 2015/2016 est composée de deux types de lignes :
- Les lignes « Taneo Presto » P1 à P14, ouvertes à tous les voyageurs et destinées à la desserte des collèges et lycées ;
- Les lignes « Spécial Scolaire » SP1 à SP4 et SP6 à SP8, réservées uniquement aux élèves des écoles primaires.

#### Lignes Presto
À l'exception des lignes P11, P13 et P14 qui ont été créées, les trajets se feront désormais en car.
| Ligne      | Date d'ouverture | Trajet                                                  | Arrêts | Jours de fonctionnement | Exploitant    | Correspondance ancien/nouveau réseau |
| ---------- | ---------------- | ------------------------------------------------------- | ------ | ----------------------- | ------------- | ------------------------------------ |
| P1         | septembre 2015   | René Marlin ↔ Lycée Saint-Joseph                        | 7      | L, Ma, Me, J, V         | Keolis Nevers | Aucun changement                     |
| P2         | septembre 2015   | Côte Blanche ↔ Collège Paul Langevin                    | 11     | L, Ma, Me, J, V         | STI Nièvre    | Aucun changement                     |
| P3         | septembre 2015   | Les Révériens ↔ CFA Marzy                               | 13     | L, Ma, Me, J, V         | Keolis Nevers | Aucun changement                     |
| P4         | septembre 2015   | Croisement ↔ Collège Paul Langevin                      | 19     | L, Ma, Me, J, V         | STI Nièvre    | Aucun changement                     |
| P5         | septembre 2015   | Côte Blanche ↔ Banlay                                   | 17     | L, Ma, Me, J, V         | STI Nièvre    | Aucun changement                     |
| P6         | septembre 2015   | Fourchambault — Route de Vauzelles ↔ Lycée Saint-Joseph | 40     | L, Ma, Me, J, V         | Keolis Nevers | Aucun changement                     |
| P7         | septembre 2015   | Le Magny ↔ Collège Paul Langevin                        | 16-18  | L, Ma, Me, J, V         | STI Nièvre    | Aucun changement                     |
| P9         | septembre 2015   | Pougues Médicis ↔ Banlay                                | 8      | L, Ma, Me, J, V         | STI Nièvre    | Aucun changement                     |
| P10 P10bis | septembre 2015   | Gimouille / Challuy / Saincaize ↔ Collège Adam Billaut  | 15     | L, Ma, Me, J, V         | Keolis VS     | Aucun changement                     |
| P10 P10bis | septembre 2018   | Gare de Nevers ↔ LPA/LEGTA                              | 4      | L, Ma, Me, J, V         | Keolis Nevers | Aucun changement                     |
| P11        | novembre 2020    | Hôpital Bérégovoy ↔ Banlay                              | 31     | L, Ma, Me, J, V         | Car           | Remplace la ligne 11                 |
| P12        | septembre 2015   | Les Tuileries ↔ Collège Adam Billaut                    | 10     | L, Ma, Me, J, V         | STI Nièvre    | Aucun changement                     |
| P13        | novembre 2020    | Front de Loire ↔ Banlay                                 | 44     | L, Ma, Me, J, V         | Car           | Complète la ligne 13.                |
| P14        | novembre 2020    | Esat ↔ Alain Colas                                      | 22     | L, Ma, Me, J, V         | Car           | Complète la ligne 14.                |

#### Services spéciaux
Aucun changement n'est à déplorer.
| Ligne | Date d'ouverture | Trajet                                                                   | Arrêts | Jours de fonctionnement | Exploitant | Correspondance ancien/nouveau réseau |
| ----- | ---------------- | ------------------------------------------------------------------------ | ------ | ----------------------- | ---------- | ------------------------------------ |
| SP 1  | septembre 2009   | Desserte des écoles de Challuy et Sermoise-sur-Loire                     | 7      | L, Ma, J, V             | STI Nièvre | Aucun changement                     |
| SP 2  | septembre 2009   | Desserte des écoles de Challuy et Sermoise-sur-Loire                     | 4      | L, Ma, J, V             | STI Nièvre | Aucun changement                     |
| SP 3  | septembre 2010   | Desserte des écoles de Gimouille et Saincaize-Meauce                     | 4      | L, Ma, J, V             | KVS        | Aucun changement                     |
| SP 4  | septembre 2009   | Côte Blanche ↔ Desserte des écoles Guy Moquet et Paul Éluard de Garchizy | 11     | L, Ma, Me, J, V         | STI Nièvre | Aucun changement                     |
| SP 6  | septembre 2015   | Boulorges ↔ Banlay                                                       | 6      | L, Ma, Me, J, V         | TAXI       | Aucun changement                     |
| SP 8  | septembre 2015   | Village Dufaud ↔ École Primaire                                          | 5      | L, Ma, J, V             | STI Nièvre | Aucun changement                     |
| SP 9  | septembre 2017   | Maupertuis Haut ↔ Parigny Bourg                                          | 9      | L, Ma, J, V             | STI Nièvre | Aucun changement                     |

### Lignes événementielles
Le réseau assure deux navettes événementielles, toutes les deux gratuites :
Les navettes « Cultur'Bus » desservant la Maison de la Culture de Nevers et de la Nièvre, ou d'autres lieux partenaires, lors d'un spectacle ou d'un concert avec une arrivée un quart d'heure avant le début de l'événement ; un ticket de bus spécial est disponible à bord des véhicules.
La navette assurant la liaison entre Nevers et le stade du Pré Fleuri à Sermoise-sur-Loire où évolue l'USON Rugby, le club de rugby à XV de Nevers. Le service, créé en septembre 2014, permet d'assurer l'acheminement des spectateurs à raison d'un bus toutes les dix minutes et le retour jusqu'à une heure après la fin du match,. La navette part du parking du Champ de foire, passe devant la MCNN, emprunte le Pont de Loire puis suit le trajet de la ligne 10 jusqu'au stade.

### Mobibus
Le service « Mobibus » est un service de transport à la demande assuré par Keolis Nevers du lundi au samedi sur réservation préalable au plus tard une demi-journée à l'avance par téléphone ou à l'« Espace Taneo », l'agence commerciale située avenue Pierre Bérégovoy dans le centre de Nevers.
Le service fonctionne entre n'importe quels arrêts du réseau et permet de pallier le manque d'accessibilité de certains arrêts ou véhicules du réseau. Le service fonctionne à l'aide de minibus ou de monospaces aménagés. Il permet au réseau respecter la loi pour l'égalité des droits et des chances, la participation et la citoyenneté des personnes handicapées du 11 février 2005 qui prévoit l'existence d'un service de substitution en cas de non-accessibilité d'un arrêt ou véhicule.
Lancé en 2014, le service reste méconnu avec seulement deux appels en deux ans. Il évolue de façon expérimentale entre septembre 2016 et mars 2017 avec une prise en charge le long des lignes et selon les amplitudes de service du réseau classique, l'objectif étant d'augmenter son utilisation.

### Service de location de vélos «Cycl'Agglo»
Le service Cycl'Agglo est un service de location de vélo longue durée permettant à tout résident âgé de plus de 14 ans de Nevers Agglomération et dans la limite du périmètre de l'agglomération de louer un vélo pour une durée de 1, 3, 6 ou 12 mois renouvelable. Des tarifs réduits sont proposés aux personnes abonnées au réseau de bus.
Les vélos proposés sont de marque Decathlon b'Twin et deux modèles sont proposés : un modèle classique et un modèle à assistance électrique ; un antivol est fourni avec chaque vélo. L'inscription au service et le retrait du vélo se font à l'Espace Taneo. Chaque vélo coûte 300 € à Nevers Agglomération, propriétaire des vélos, pour l'entretien tel que les pneus ou les batteries. La petite maintenance, telle que le remplacement d'un peu crevé, est à la charge de l'utilisateur. Lancé en avril 2014 avec 10 vélos à l'occasion de la semaine européenne du développement durable, le service rapidement victime de son succès, a été complété par 20 autres vélos à assistance électrique dès le mois de juin suivant, ce qui n'a pas empêché de voir la liste des réservations complète durant plusieurs mois,. En juin 2015, le service compte 50 vélos mais le nombre d'inscrits en liste d'attente ne diminue pas et une hausse tarifaire est annoncée pour septembre 2015, et qui devrait continuer jusqu'en 2019.

### Intermodalité
L'agglomération nivernaise est desservie par une dizaine de gares ferroviaires et par plusieurs lignes d'autocars. Des accords tarifaires permettent d'utiliser ces modes de transports avec un titre de transport Taneo.

#### Avec les cars régionaux
Les lignes régulières 501, 502 et 503 Mobigo sont accessibles avec un titre de transport Taneo à l'intérieur du périmètre de l'agglomération nivernaise.

#### Avec les trains régionaux
Il en est de même pour les TER Bourgogne-Franche-Comté entre les différentes gares de l'agglomération :
- Gare de Fourchambault ;
- Gare de Garchizy ;
- Gare de Nevers ;
- Gare de Nevers-les-Perrières ;
- Gare de Nevers-le-Banlay ;
- Gare de Pougues-les-Eaux ;
- Gare de Saincaize ;
- Gare de Vauzelles.

Sur les liaisons suivantes :
Note : En cas de tronc commun, les données concernent l'ensemble du tronc et ne sont pas données ligne par ligne.
| Ligne | Gares desservies                                                                    | Terminus hors-agglo                |
| ----- | ----------------------------------------------------------------------------------- | ---------------------------------- |
| 3     | Nevers ↔ Nevers-le-Banlay ↔ Nevers-les-Perrières                                    | Dijon-Ville                        |
| 6 / 8 | Nevers ↔ Saincaize                                                                  | Lyon-Perrache / Moulins-sur-Allier |
| 7     | Nevers-le-Banlay ↔ Nevers ↔ Vauzelles ↔ Fourchambault ↔ Garchizy ↔ Pougues-les-Eaux | Cosne-sur-Loire - Paris-Bercy      |

### Arrêts
Le réseau dispose de 489 arrêt de bus dont 141 équipés d'abribus, avec une moyenne de 400 mètres entre deux arrêts ; 66 d'entre eux ont été mis aux normes pour l'accès aux personnes à mobilité réduite entre 2011 et 2013,. En 2009, un audit réalisé sur 100 arrêts avait montré que 41 % des arrêts étaient accessibles et que 36 % pourraient le devenir après travaux.

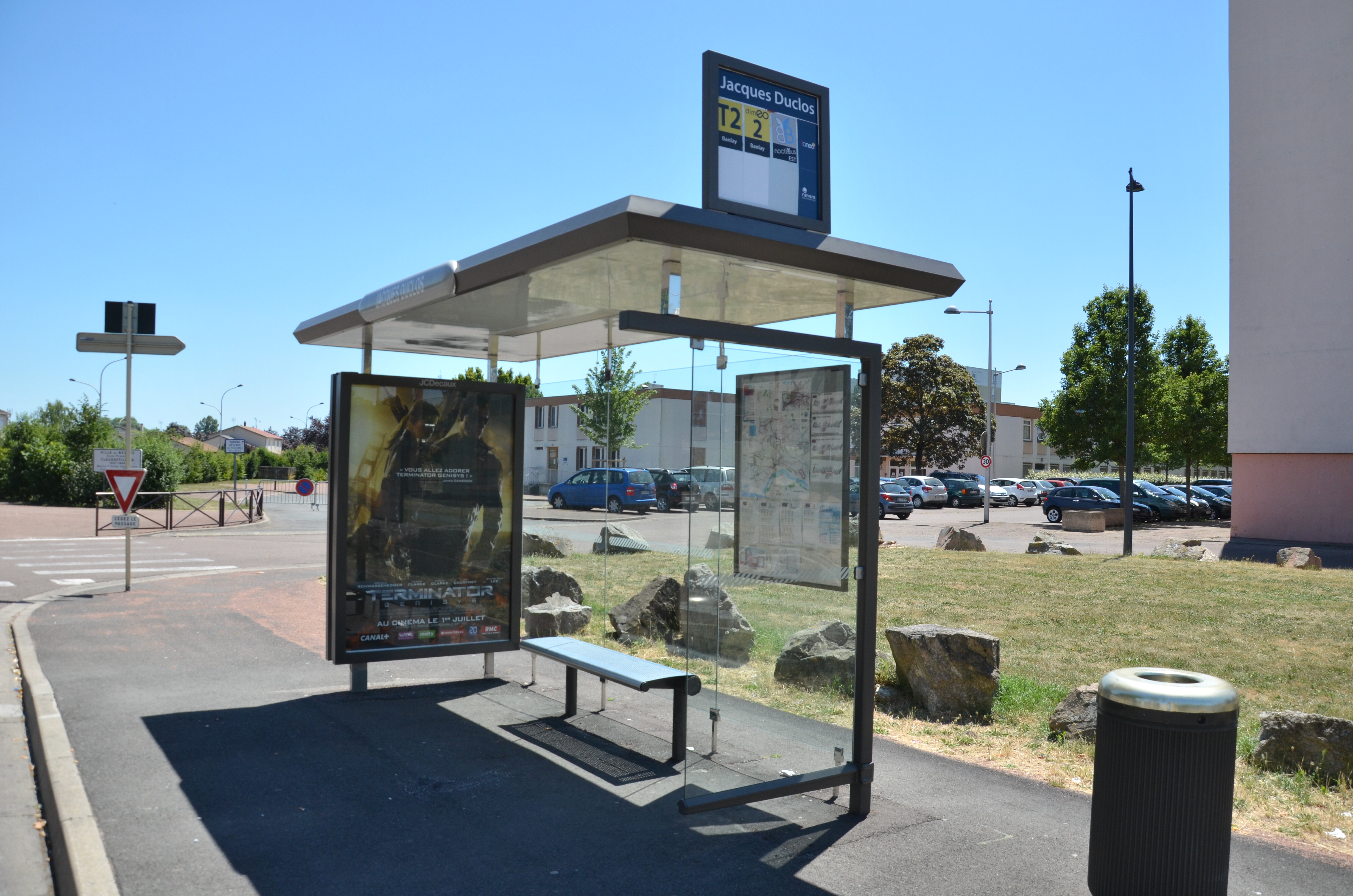
Un abribus JCDecaux à l'arrêt « Jacques Duclos ».
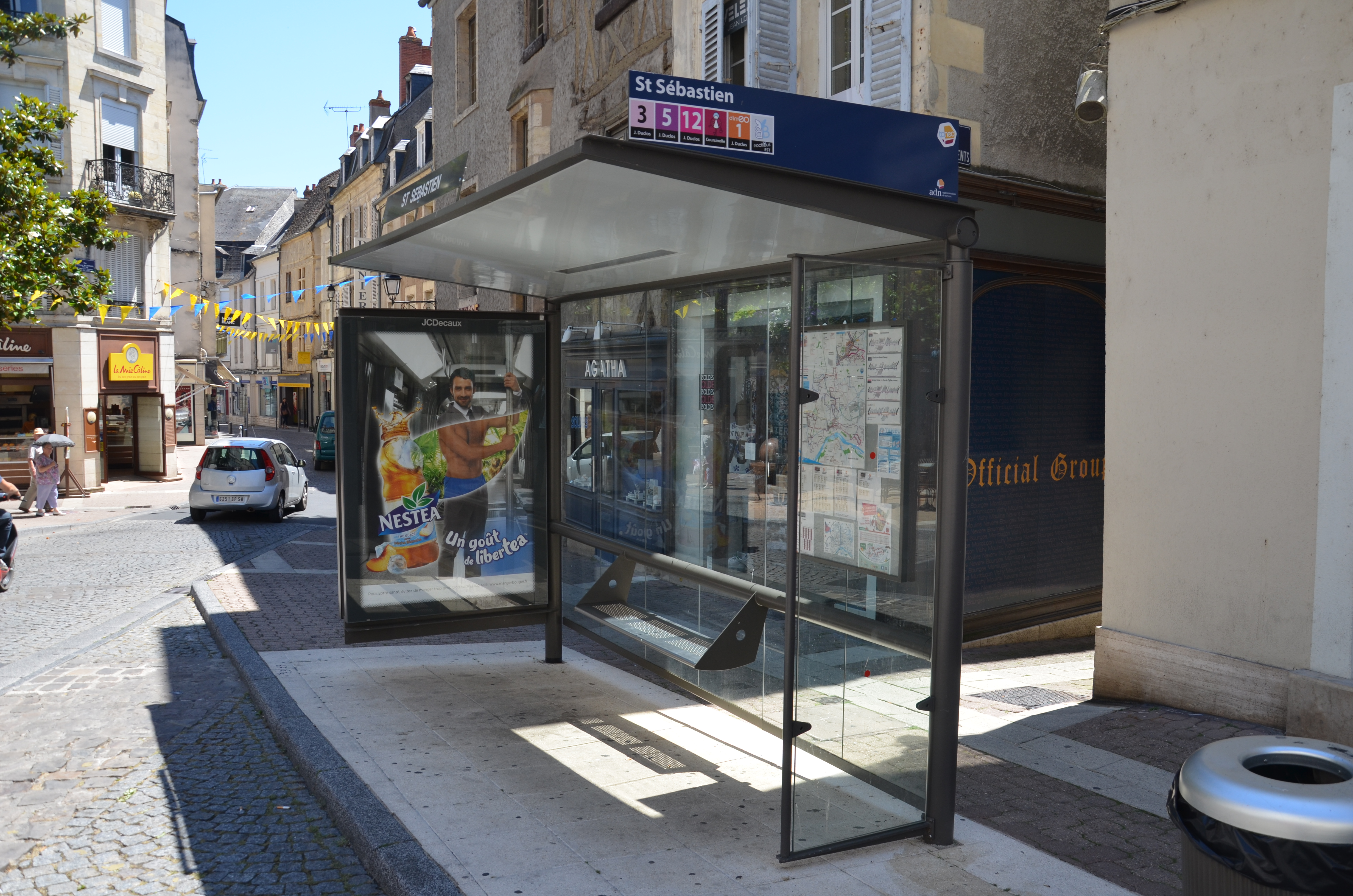
Un abribus JCDecaux design « Foster » à l'arrêt « Saint-Sébastien ».
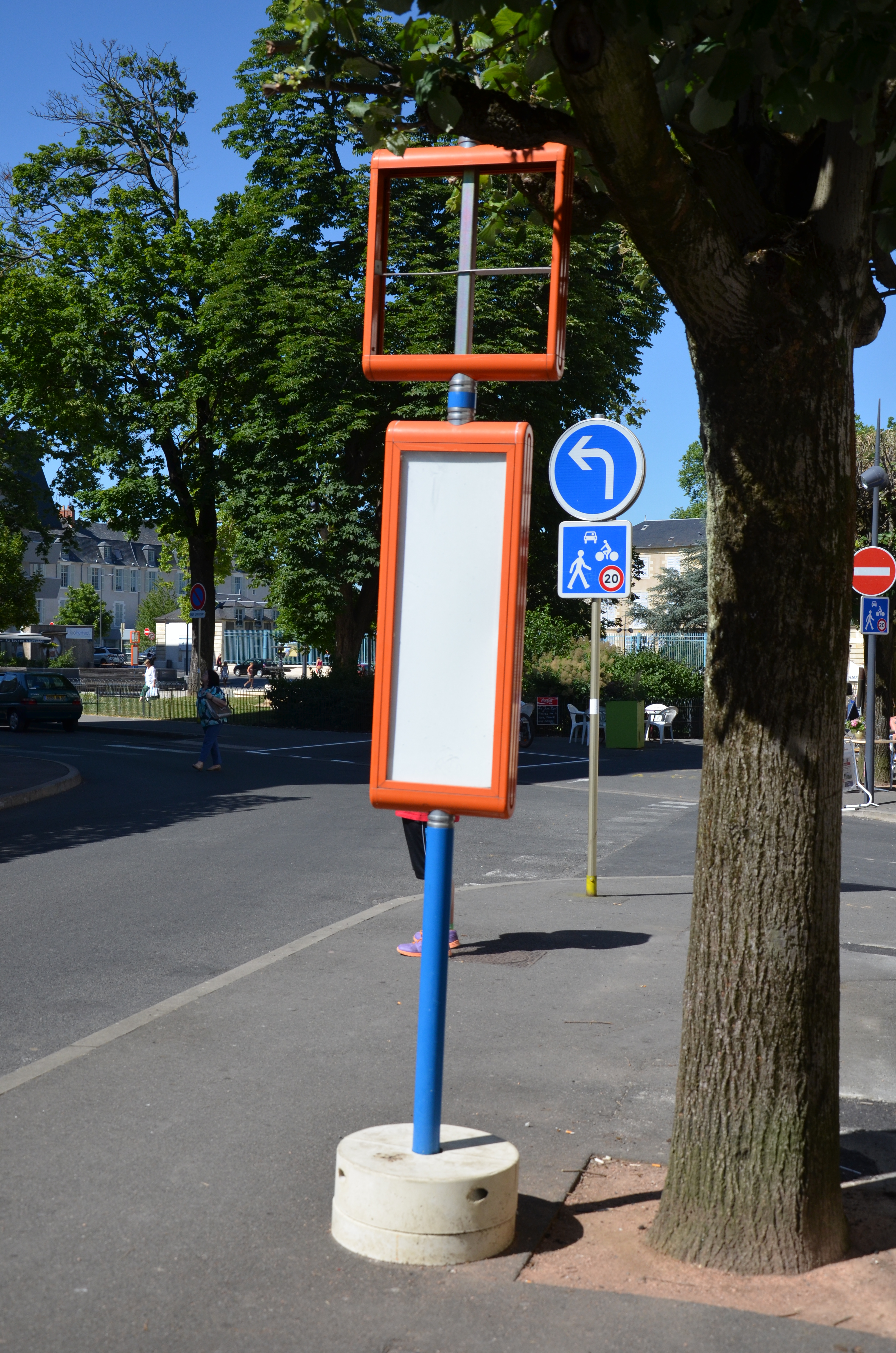
Un poteau provisoire à l'arrêt « Desveaux - Résistance ».
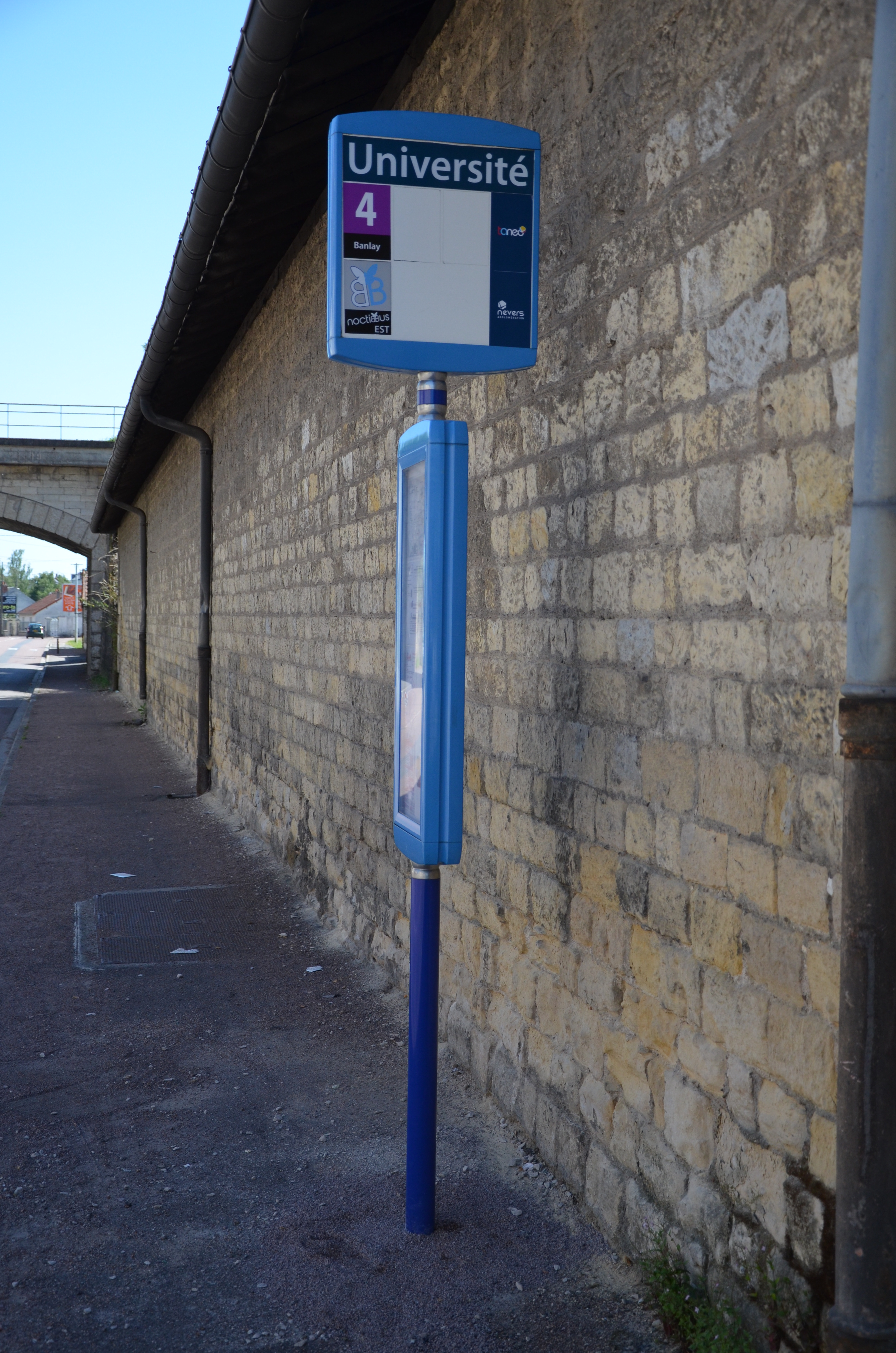
Un poteau à l'arrêt « Université ».

### Identité visuelle

#### Logos

Logo de la STUNIV entre 2004 et août 2007
Logo Taneo entre août 2007 et juillet 2015
Logo Taneo à partir de juillet 2015

#### Livrée des véhicules

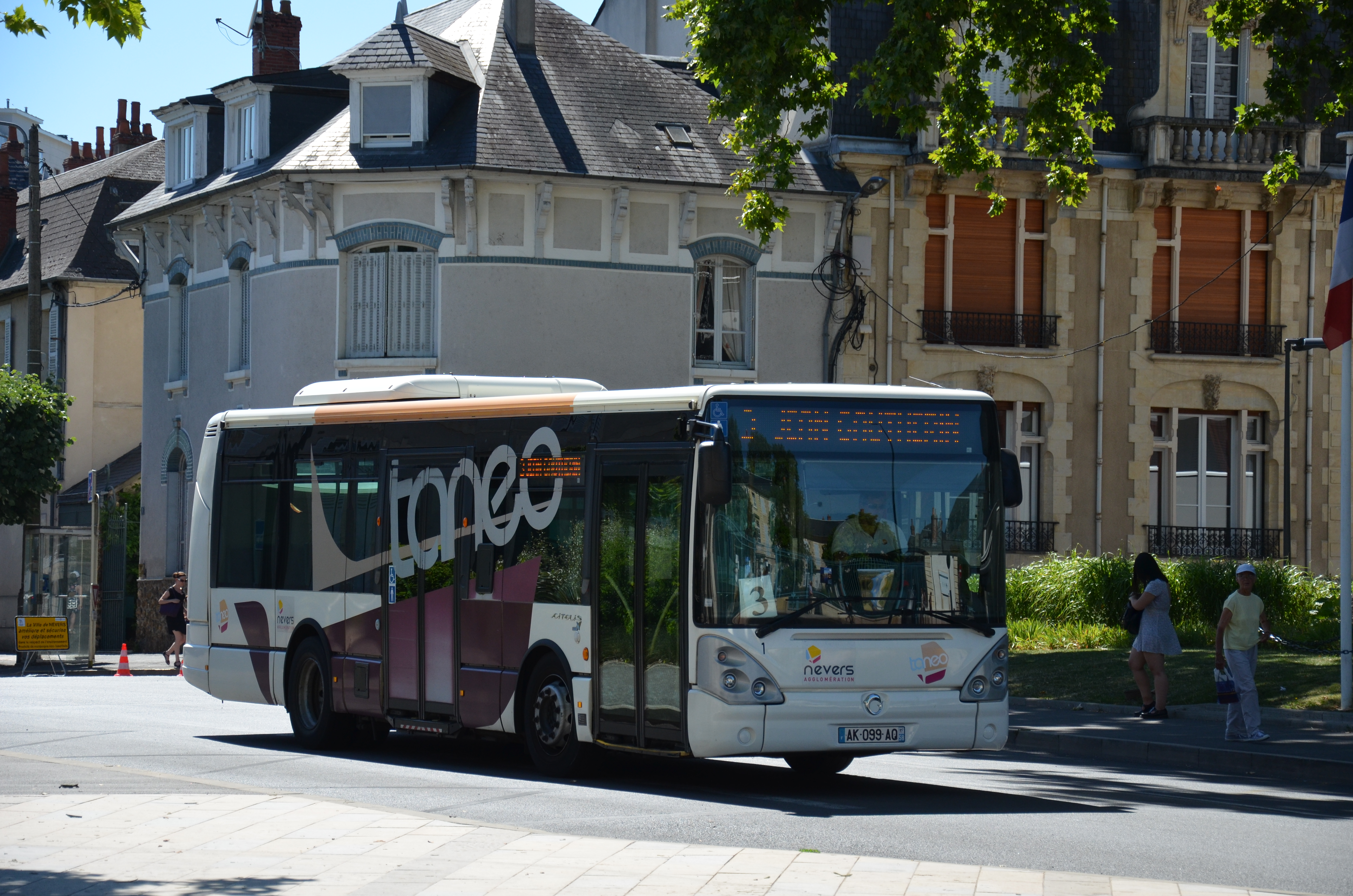
La livrée de 2007, ici sur l'Irisbus Citelis 10 no 1.

Le réseau a, au fil des époques, connu de nombreuses livrées :
- La première livrée de la STUNIV était à base de blanc ornée d'une bande vert clair sous les vitres, elle a disparu vers le milieu des années 1980[68] ;
- La seconde, ayant existé dans la seconde partie des années 1980 était constituée de blanc, de violet au niveau des bas de caisse, et de noir autour des vitres, ainsi qu'un Trèfle violet, symbole de la STUNIV[68] ;
- La troisième, apparue durant les années 1990 et a existé jusqu'en 2004, mais a survécu sur de nombreux véhicules jusqu'en 2007, était à base de blanc et de bas de caisse couleur mat, avec sur la partie en dessous des vitres d'une bannière bleue avec un dégradé allant vers le bleu très clair vers l'arrière du véhicule, le drapeau commençant au niveau d'une barre oblique de la même couleur au niveau de la porte avant. Les Gruau MG 36 mis en service sur la navette « Coursinelle » avaient quant à eux une livrée bleue avec des points jaune, et le logo de la ligne (une coccinelle)[69] ;
- La quatrième, apparue en 2004, était à base de blanc avec une fine bande rouge et une sorte de frise vers l'arrière du véhicule, reprenant les couleurs du groupement de transporteurs indépendants Réunir, auquel la STUNIV était membre[69]. L'Irisbus Moovy disposait d'une livrée spécifique à base de gris et de rouge ;
- La cinquième livrée, apparue avec la création du logo Taneo en 2007, consiste à la présence, sur une carrosserie blanche, des logos Taneo prenant toute la hauteur des véhicules (avec des variations selon les modèles) sur les côtés, et de logos de taille classique à l'avant et l'arrière, en compagnie de ceux de Keolis Nevers et de la communauté d'agglomération de Nevers[69]. Les véhicules de la navette « Coursinnelle » disposent d'une  variante, avec des points jaunes et un logo sur les faces latérales qui est celui de la ligne (toujours une coccinelle, mais restylisée).
- La sixième livrée, concomitante à la restructuration du 6 juillet 2015, est composée de diverses couleurs (bleu, vert, jaune, rouge) et de diverses formes géométriques (ronds, triangles, carrés...) adhésivées sur des bus blancs et sera progressivement appliquée à l'ensemble du parc, le premier véhicule à l'avoir reçue à l'occasion de l'inauguration du réseau le 4 juillet 2015 est l'Iveco Bus Urbanway 12 no 48[70].

## Exploitation

### Matériel roulant

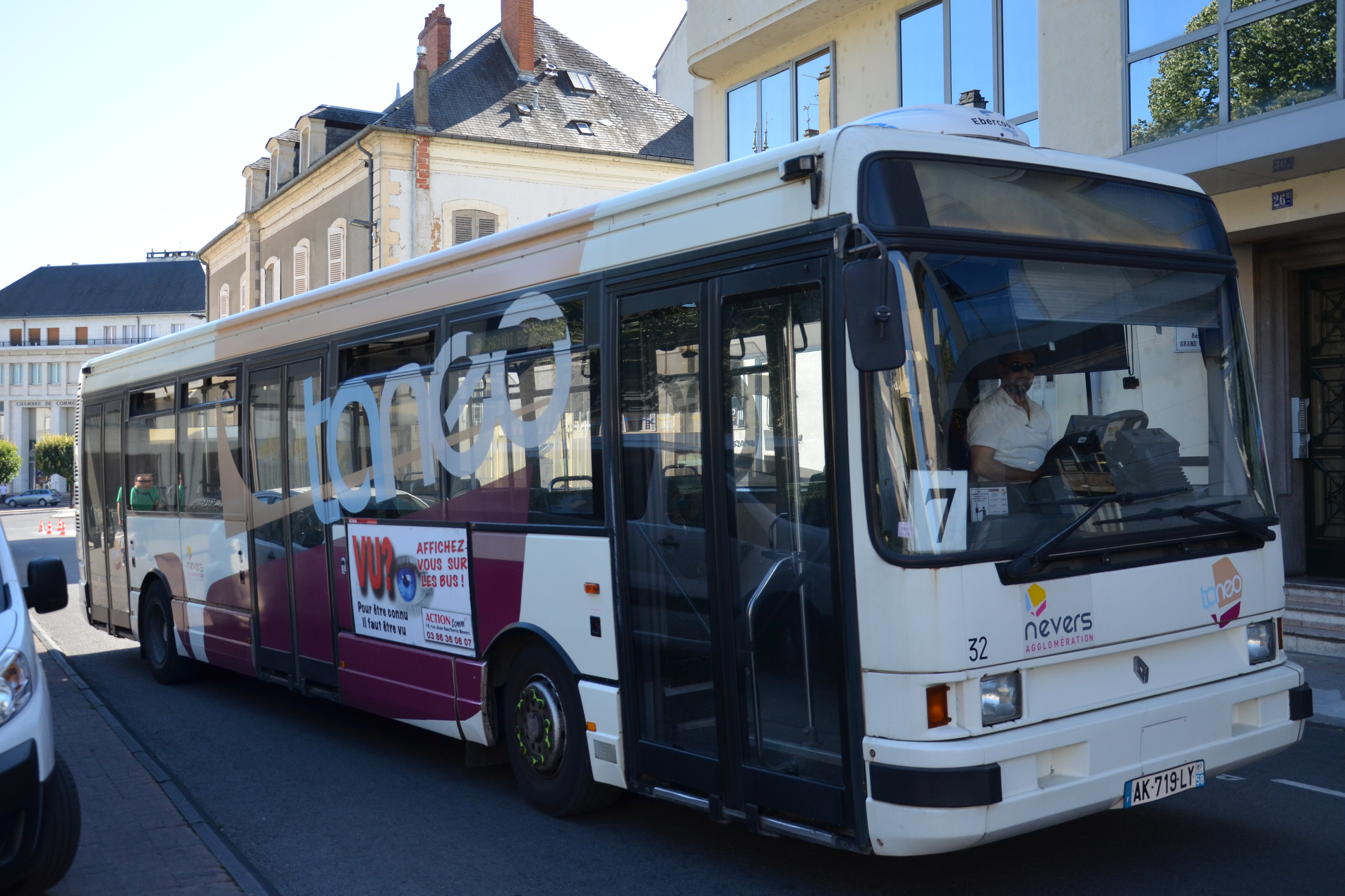
La feuille A4 affichant le numéro de ligne, ici sur le Renault R312 no 32.

Le réseau dispose, selon le site officiel, de 42 véhicules dont 4 minibus au gaz naturel pour véhicules, tous propriétés de la communauté d'agglomération de Nevers. En plus de la girouette, une feuille format A4 est apposée verticalement dans le pare-brise sur laquelle est inscrit le numéro de la ligne. Avant la création du réseau Taneo en 2007, les véhicules étaient propriétés de la STUNIV, sauf certains, tel l'Irisbus Moovy, étaient propriété de la société Siyatégie, société d'autocar aujourd'hui disparue et intégrée à la STI Nièvre en 2013.
En 2013, 74 % du parc était accessible aux personnes à mobilité réduite (contre 11 % de façon totale et 58 % de façon incomplète en 2009 et, en 2010, 50 % de façon totale et 8 % en cours d'aménagement) et, selon le schéma directeur d'accessibilité voté le 18 décembre 2010 par l'autorité organisatrice, la communauté d'agglomération de Nevers, seulement 3 resteront non-accessibles en 2015,. Dans les faits, seuls les Renault V.I. R312 et PR 112 ne sont pas accessibles. La moyenne d'âge des véhicules du réseau est de huit ans et demi, plus de 14 véhicules ont été remplacés depuis 2007.
Il faut ajouter à cela près de 25 autocars et taxis venant des transporteurs assurant les doublages et services scolaires.
La STUNIV n'apposait pas de numéros de parc. Deux Renault SC 10 R datant de 1983 et 1987 ont été sauvegardés par l'Association pour la sauvegarde des transports urbains neversois et bourguignons (ASTUNEB), association crée en septembre 2007.

### Dépôt

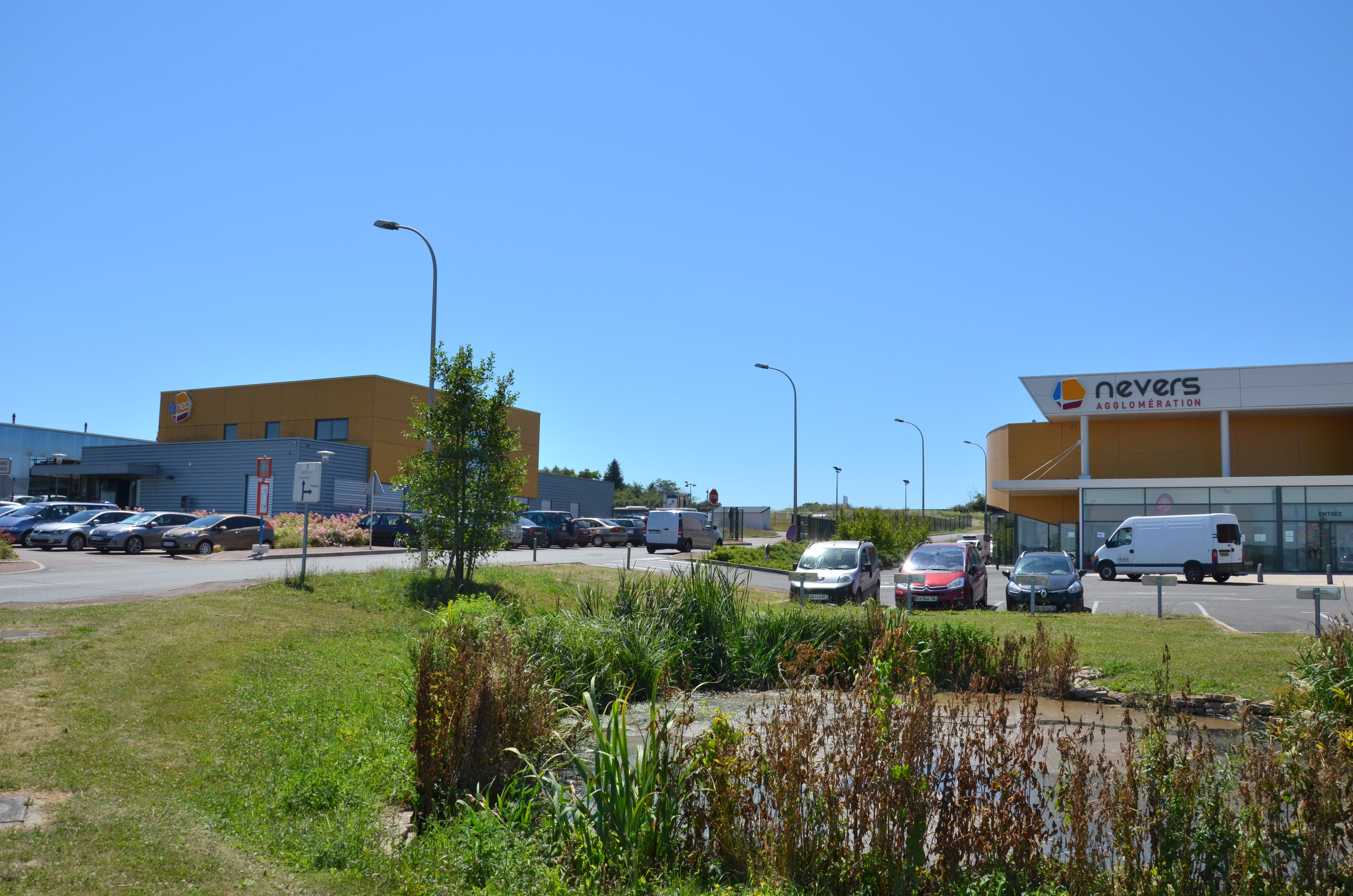
À gauche, le dépôt. À droite le siège de Nevers Agglomération.

Les véhicules du réseau sont remisés dans le dépôt de bus de Keolis Nevers situé 112 rue de Marzy (RD 131) à Nevers (46° 59′ 17″ N, 3° 07′ 08″ E), juste à côté du siège de la communauté d'agglomération de Nevers, situé sur le terrain à l'Ouest du dépôt. Le dépôt a également pour mission d'assurer l'entretien préventif et curatif du matériel. L'entretien curatif ou correctif a lieu quand une panne ou un dysfonctionnement est signalé par un conducteur. Le dépôt est équipé d'un remisa non-couvert, d'un atelier, d'une station de lavage et de pompes à gazole et de GNV,. Le dépôt de bus est desservi par la ligne 13 à l'arrêt « Nevers Agglomération ».
L'ancien dépôt de la STUNIV se situait dans la Zone industrielle Nevers-Saint-Éloi route de Coulanges à l'angle avec la route de Chaluzy à Saint-Éloi (46° 59′ 58″ N, 3° 12′ 01″ E) ; le site, resté à l'abandon quelques années, est occupé depuis 2011 par la société « Nièvre Hydraulique » et seul l'enseigne « STUNIV - Siyage » et le portique de lavage des bus ont disparu. L'arrêt le plus proche du site est l'arrêt « Eurosit » de la ligne 14.

### Accidents
Les accidents d'autobus sont toujours demeurés particulièrement rares, leur aspect souvent spectaculaire en faisant un sujet de choix pour la presse. En 2011 un autobus Irisbus Citelis 12 du réseau Taneo qui a percuté un autocar Irisbus Crossway de la société Siyatégie stationné dans la gare routière de la gare de Nevers à la suite d'un virage mal négocié ce qui a endommagé le bus sur son flanc droit et le car, qui est allé ensuite percuter un autre véhicule sous la force du choc garé juste devant. Bien qu'impressionnant, seul un blessé léger fut à déplorer, un passager du bus qui a été touché par des éclats de verre, plusieurs vitres du bus ayant explosé dans cet accident.
En 2025, le réseau connait deux accidents graves impliquant un bus et des tiers. Le 7 janvier, un bus percute une passante à la gare routière. Dans le choc de cet accident, un pied de la victime est arraché et est conduite d'urgence par le SAMU à l'hôpital de Nevers. Elle sera par la suite amputée d'une partie de la jambe concernée. Le 23 juillet, un bus percute un cycliste de 22 ans, boulevard Maréchal Juin, en tournant à droite sur le boulevard Saint-Éxupéry. Grièvement blessé, il est transporté par le SAMU à l'hôpital de Nevers, mais ne survivra pas à ses blessures. Les dépistages d'alcoolémie et de stupéfiants sur le conducteur se sont avérés négatifs. Taneo a assuré communiquer aux forces de l'ordre les vidéos des caméras embarquées à bord du bus,.

### Sécurité
Le réseau connaît parfois des problèmes de sécurité, comme des caillassages de véhicules (tel que celui qui s'est produit en 2013 rue Gustave Flaubert) ou des agressions, le plus souvent verbales, envers les conducteurs. En 2022 et en 2025, les arrêts Grande-Pâture et Albert Camus ne sont pas desservis pendant quelques jours suite à des caillassages

### Personnel d'exploitation
L'exploitant Keolis Nevers dispose de 88 salariés dont 68 conducteurs,, chargés à la fois de conduire les véhicules et de vendre des titres de transport. Le réseau dispose aussi de trois régulateurs, chargés de gérer le réseau et de l'adapter en cas d'accidents ou de déviations, et de gérer les absences du personnel. Enfin, le réseau compte quatre mécaniciens chargés d'assurer la maintenance des véhicules.

### Information aux voyageurs
Depuis février 2015, des écrans LCD embarqués à l'intérieur des véhicules et des haut-parleurs disposés à l'intérieur et à l'extérieur des véhicules informent les voyageurs en temps réel. L'écran affiche le dernier arrêt desservi ainsi que les quatre prochain. Les annonces sonores permettent aux malvoyant de disposer de l'information,. Certains arrêts sont équipés d'écrans indiquant les prochains passages.
Le réseau dispose d'un site web permettant de trouver plan et horaires du réseau, tarifs, l'info-trafic du réseau et un calculateur d'itinéraire basé sur « Mobigo », la centrale de déplacements intermodale de la région Bourgogne. Une newsletter et un service d'alerte trafic par SMS et e-mail, « Inimo », sont aussi proposés. Enfin, une application gratuite pour smartphone fonctionnant sous Android et iOS, « BusInfo Nevers », est disponible depuis début 2015.

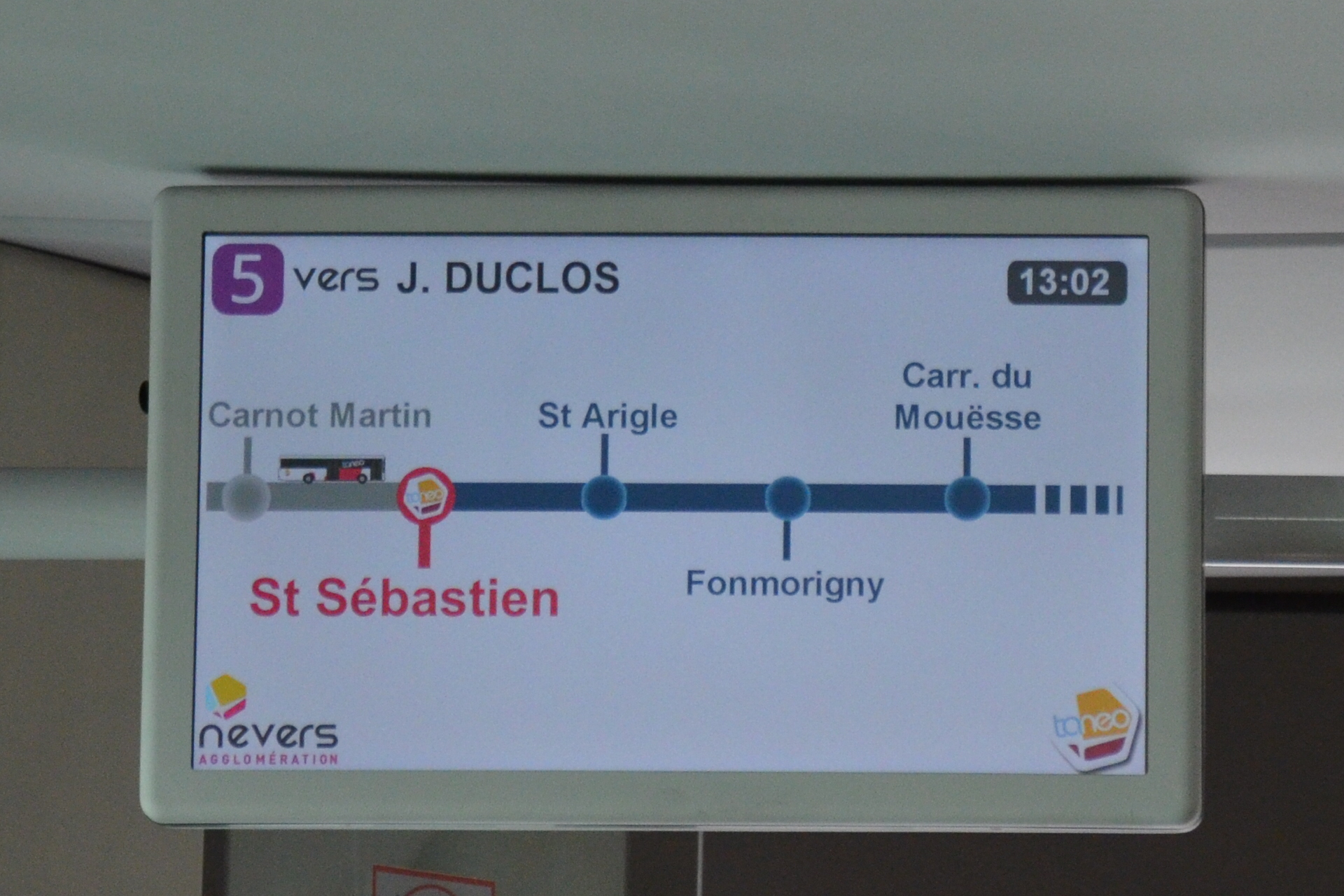
Écran à bord d'un bus de la ligne 5 (ancien réseau).
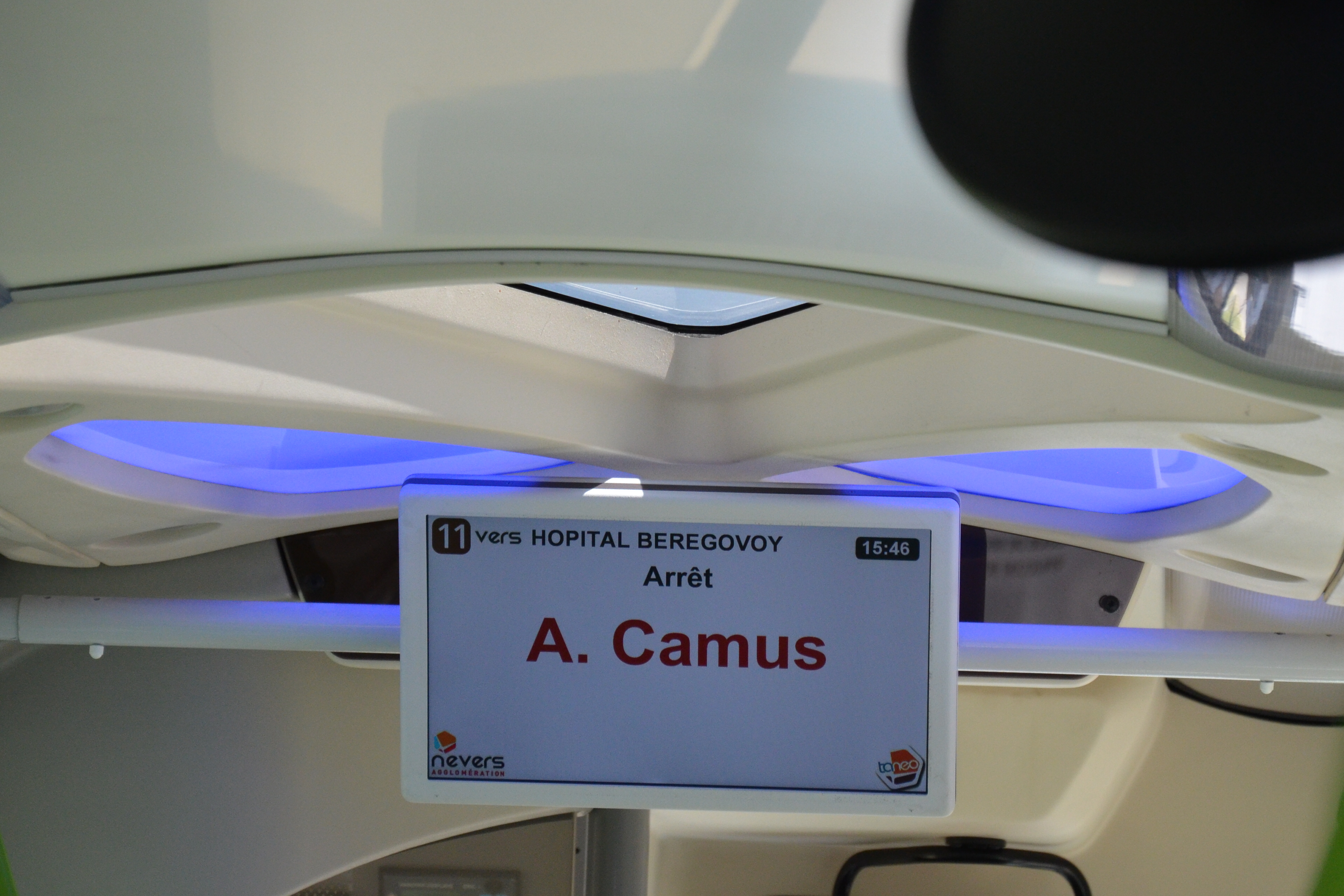
Écran à bord d'un bus de la ligne 11 (ancien réseau).
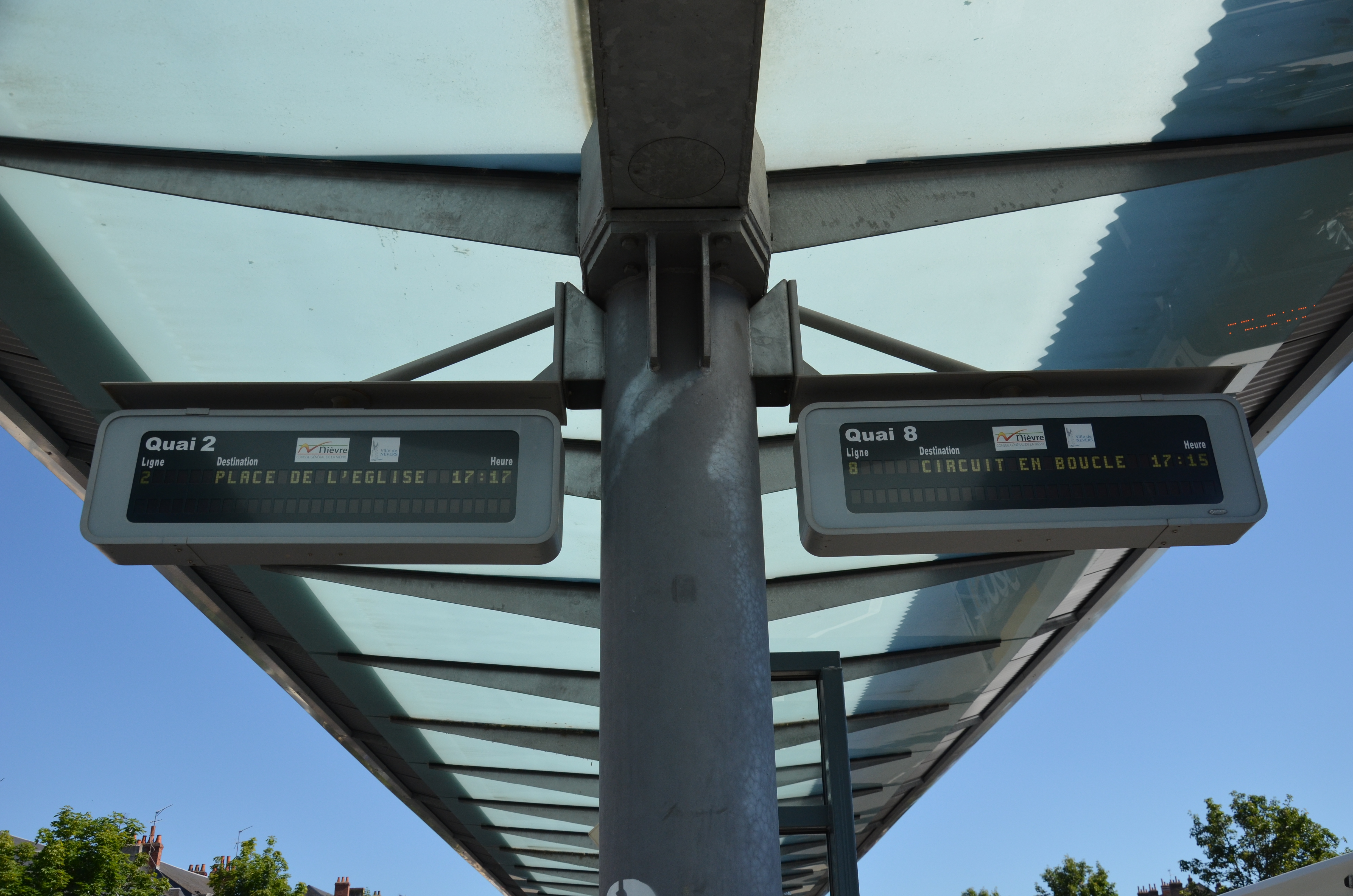
Écrans à l'arrêt « Nevers Gare ».
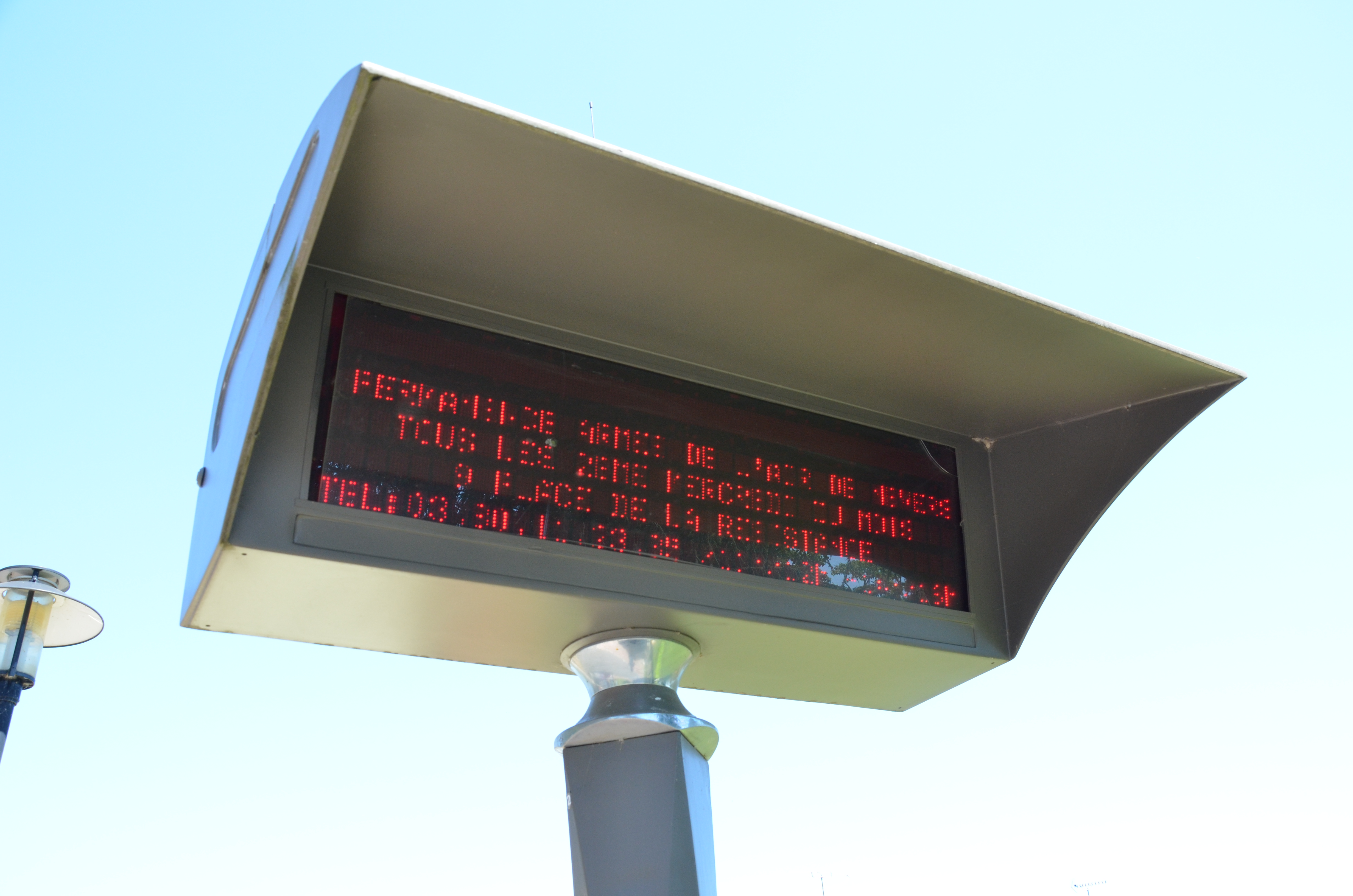
Écran à l'arrêt « Place de l'église ».

### Tarification et financement

#### Tickets et abonnements

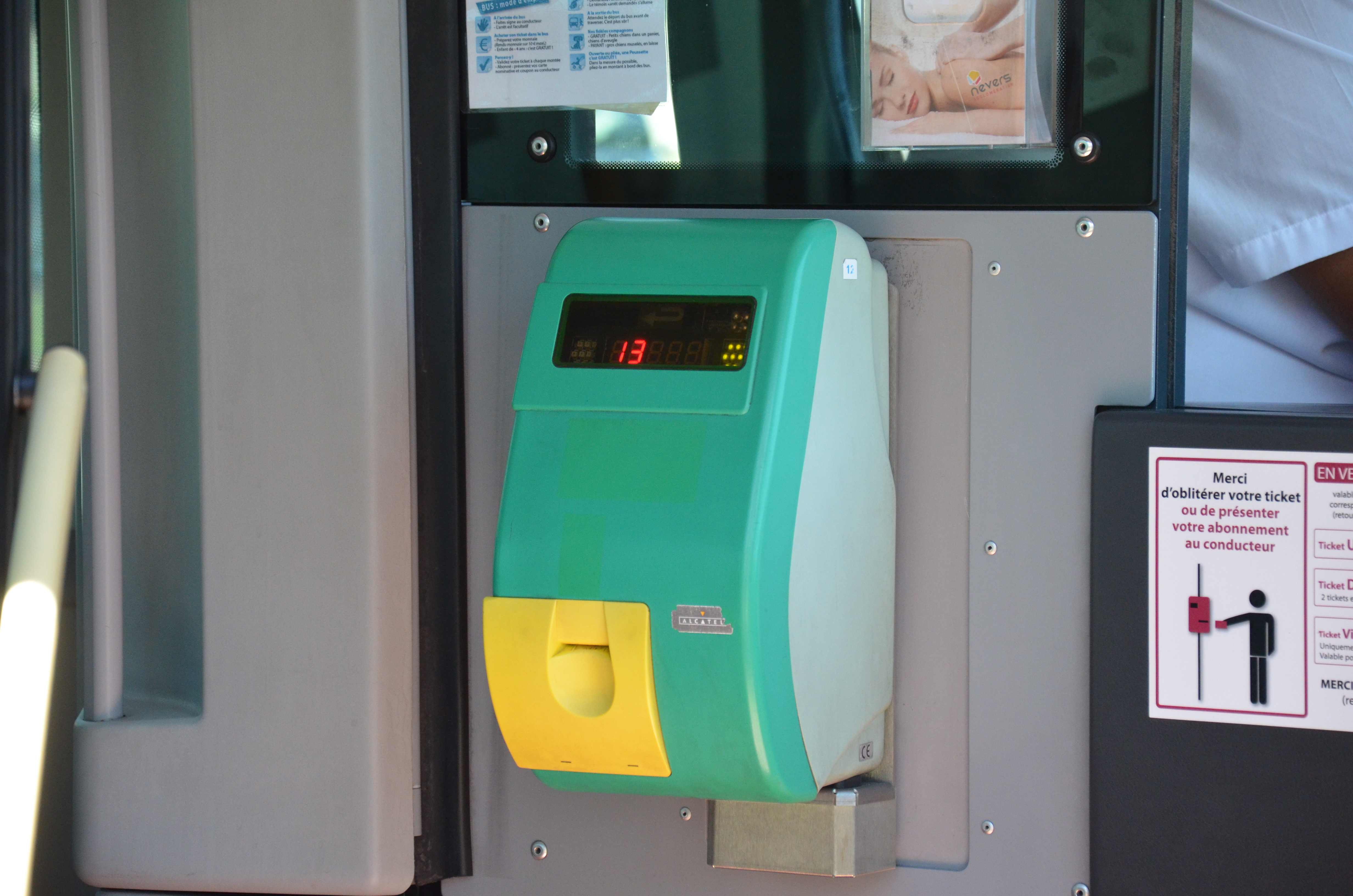
Un oblitérateur Alcatel.

La tarification est identique sur l'ensemble du réseau et, sur les douze communes de l'agglomération, ouvre l'accès aux lignes Mobigo et aux trains régionaux TER Bourgogne-Franche-Comté. Elle est définie par la communauté d'agglomération de Nevers. Le financement du fonctionnement des lignes (entretien, matériel et charges de personnel) est assuré par Keolis Nevers. Cependant, les tarifs des tickets et abonnements dont le montant est limité par décision politique ne couvrent pas les frais réels de transport, les usagers ne payant que 20 % du coût réel, le reste étant supporté par l'autorité organisatrice. Le manque à gagner est compensé par l'autorité organisatrice, Nevers Agglomération, présidé depuis 2010 par le maire de Nevers et composé d'élus locaux. Elle définit les conditions générales d'exploitation ainsi que la durée et la fréquence des services. L'équilibre financier du fonctionnement est assuré par une dotation globale annuelle à Keolis Nevers grâce au versement transport payé par les entreprises et aux contributions des collectivités publiques. En 2013, le budget transports de Nevers Agglomération était de 7,4 millions d'Euros (contre 8,5 millions en 2009) et les recettes du versement transport était estimé à 3,2 millions d'Euros. Depuis le 1er septembre 2014, les cartes d'abonnement doivent être présentées au conducteur, la montée par la porte avant étant obligatoire, les oblitérateurs étant réservés aux tickets.
Les tarifs sont régulièrement réévalués, comme en 2012 quand le taux de TVA appliqué aux titres de transports est passé de 5,5 à 7 %, entraînant un surcoût de 18 000 € pour l'exploitant, et répercuté au mois d'avril par des hausses de 1,5 à 4,5 % de la plupart des titres, ou celle de 2013 ayant vu passer ce taux à 10 %,.
Au 1er septembre 2015, la tarification du réseau est composée comme suit (le réseau est gratuit pour les enfants de moins de 4 ans) :
Tickets

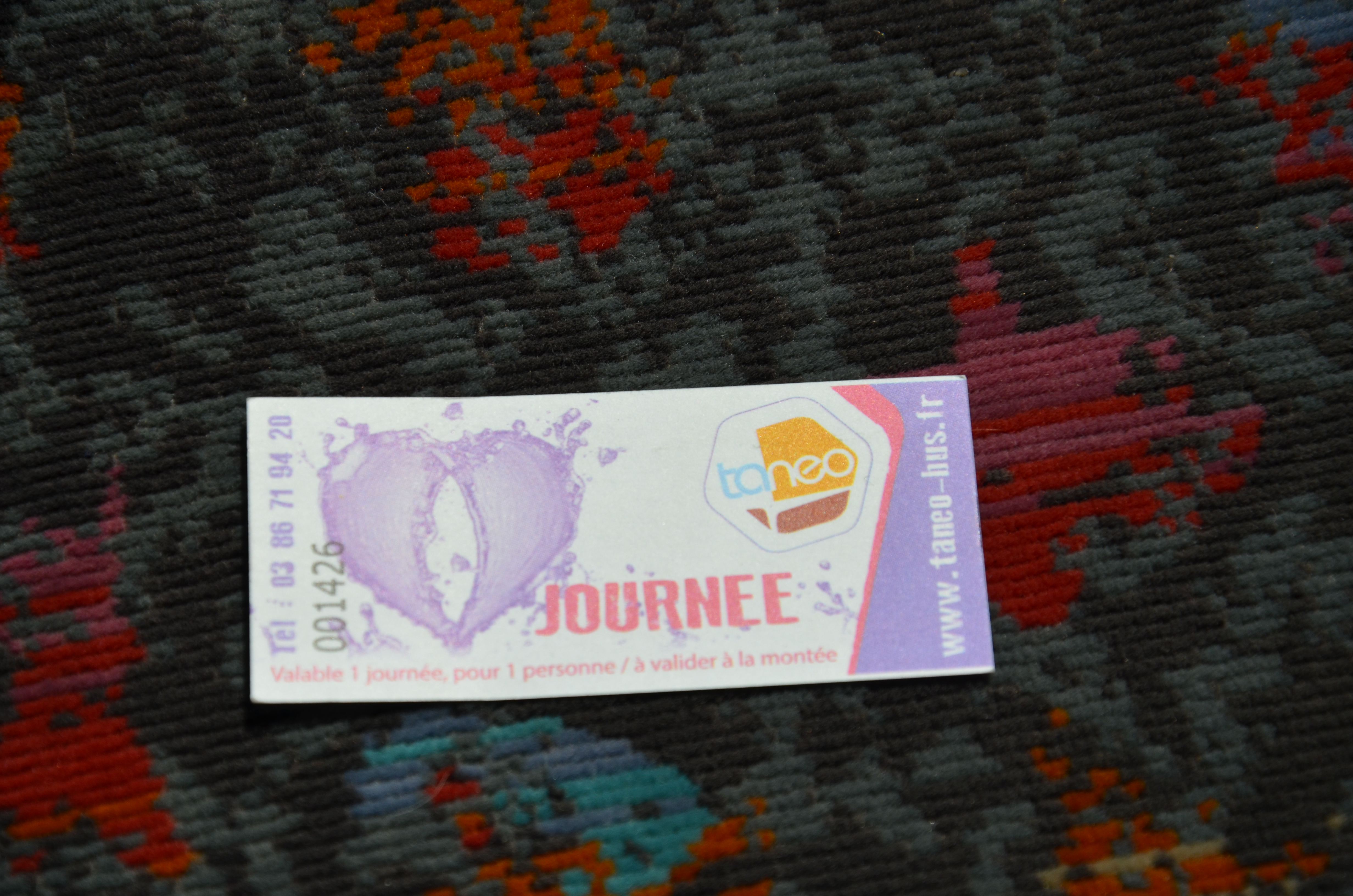
Un ticket journée.

Un ticket à l'unité, vendu au prix de 1,20 €, permet dans la limite d'une heure après la date de première validation de se déplacer pour un trajet aller, les correspondances étant autorisées. Ce ticket est aussi vendu en carnet de 10 au prix de 10,60 €, soit 1,06 € par ticket, à l'Espace Taneo et selon les mêmes modalités d'utilisation. 1400 tickets sont vendus chaque jour à bord des autobus.
Depuis le 1er septembre 2014, trois nouveaux tickets ont rejoint la gamme tarifaire : Le « ticket Duo », vendu au prix de 2,30 €, est l'équivalent de deux tickets à l'unité pouvant être utilisé par un ou deux voyageurs, le « ticket Ville facile », qui est quant à lui vendu au prix de 2,40 €, est un ticket permettant jusqu'à quatre personnes de voyager le samedi uniquement selon les conditions d'un ticket unité et enfin le « ticket journée », qui vendu au prix de 3,60 €, est un ticket permettant de se déplacer pendant un jour sur l'ensemble du réseau. Ces titres sont, à l'exception du ticket journée vendu à l'Espace Taneo, vendus après du conducteur et, à l'exception du ticket unité, vendus dans les points de vente partenaires du réseau.
Dans le cadre de la journée du transport public, dont le réseau participe depuis 2007, un ticket coûtant 1 € est disponible et est valable durant toute la journée.
| Ticket                     | 2008   | 2009   | 2012   | 2013   | 2014,   | 2015,   |
| -------------------------- | ------ | ------ | ------ | ------ | ------- | ------- |
| Unité                      | 1,10 € | 1,10 € | 1,15 € | 1,15 € | 1,20 €  | 1,20 €  |
| Unité « Tick'R »           |        |        | 0,57 € | 0,57 € | 0,60 €  | 0,60 €  |
| En carnet de 10            | 8 €    | 9 €    | 10 €   | 10 €   | 10,30 € | 10,60 € |
| En carnet de 10 « Tick'R » |        |        | 5 €    | 5 €    | 5,15 €  | 5,30 €  |
|                            |        |        |        |        |         |         |
| Duo                        |        |        |        |        | 2,30 €  | 2,40 €  |
| Ville facile               |        |        |        |        | 2,40 €  | 2,40 €  |
| Journée                    |        |        |        |        | 3,60 €  | 3,60 €  |

Abonnements
L'établissement de la carte d'abonné Taneo, valable 5 ans, se fait à l'Espace Taneo et coûte 4,50 € pour les abonnées mensuels (2,25 € pour les abonnées Tick'R) et est gratuite pour les abonnés annuels,. Les abonnements sont quant à eux, vendus à l'Espace Taneo ou par correspondance,.
Depuis le 1er septembre 2014, le découpage des abonnements mensuels et annuels en tranches d'âge a évolué : Les anciennes tranches « Junior » (élèves de maternelle et primaire), « D'Jeun » (11 à 17 ans) « 18/25 » (18 à 25 ans), « Actifs » (de 26 à 60 ans), « Âge d'or » (à partir de 60 ans) ont changé de nom et ont évolué pour certaines : 4-10 ans, 11-17 ans, 18-25 ans, 26-64 ans et 65 ans et plus,. Au 1er septembre 2015, les tranches 11-17 et 18-25 ans sont fusionnées en une seule et unique tranche 11-25 ans,.
Les tarifs des abonnements annuels vont de 112,50 € à 283,80 € selon la tranche d'âge, tandis que les tarifs des abonnements mensuels vont de 11,25 € à 25,80 € selon la tranche d'âge.
| Coupon                      | 2008    | 2009    | 2009     | 2012    | 2012     | 2013    | 2013     | Abonnement (Tranche d'âge) | 2014,    | 2014,    | 2015,    | 2015,    | 2016,    | 2016,    |
| Coupon                      | Mensuel | Mensuel | Annuel   | Mensuel | Annuel   | Mensuel | Annuel   | Abonnement (Tranche d'âge) | Mensuel  | Annuel   | Mensuel  | Annuel   | Mensuel  | Annuel   |
| --------------------------- | ------- | ------- | -------- | ------- | -------- | ------- | -------- | -------------------------- | -------- | -------- | -------- | -------- | -------- | -------- |
| Coupon « Junior »           | 13,50 € | 9 €     |          | 10,15 € | 101,50 € | 10,65 € | 106,50 € | 4-10 ans                   | 10,95 €  | 109,50 € | 11,25 €  | 112,50 € | 11,55 €  | 115,50 € |
| Coupon « D'Jeun »           | 11,50 € | 12,30 € | 123 €    | 14,25 € | 142,50 € | 15,05 € | 150,50 € | 11-17 ans                  | 16 €     | 160 €    | 17 €     | 170 €    | 17,80 €  | 178 €    |
| Coupon « 18/25 »            | 15 €    | 15,80 € |          | 17,75 € | 177,50 € | 18,50 € | 185 €    | 18-25 ans                  | 18 €     | 180 €    | 17 €     | 170 €    | 17,80 €  | 178 €    |
| Coupon « Actifs »           | 20 €    | 21,40 € | 235,40 € | 23,10 € | 254,10 € | 23,80 € | 261,80 € | 26-64 ans                  | 24,80 €  | 272,80 € | 25,80 €  | 283,80 € | 26,80 €  | 294,80 € |
| Coupon « Âge d'Or »         | 8 €     | 8 €     | 99 €     | 11,95 € | 131,45 € | 12,05 € | 138,05 € | 65 ans et +                | 13,05 €  | 143,55 € | 13,55 €  | 149,05 € | 14,05 €  | 149,05 € |
| Coupon « Tick'R »           |         |         |          | 11,55 € |          | 10,55 € |          | Mensuel « Tick'R »         | 12,40 €  |          | 12,90 €  |          | 13,40 €  |          |
| Coupon « Specio » (annuel)  | Gratuit | Gratuit | Gratuit  |         |          |         |          |                            |          |          |          |          |          |          |
|                             |         |         |          |         |          |         |          |                            |          |          |          |          |          |          |
| Carte (coût de création)    | 2008    | 2009    | 2009     | 2012    | 2012     | 2013    | 2013     | Carte (coût de création)   | 2014,    | 2014,    | 2015,    | 2015,    | 2016,    | 2016,    |
| Carte « Junior »            | 3 €     |         |          |         |          |         |          | Abonné mensuel             | 4 €      | 4 €      | 4,50 €   | 4,50 €   | 4,50 €   | 4,50 €   |
| Carte « D'Jeun »            | 3 €     |         |          |         |          |         |          | Mensuel « Tick'R »         | 2 €      | 2 €      | 2,25 €   | 2,25 €   | 2,25 €   | 2,25 €   |
| Carte « 18/25 »             | 3 €     |         |          |         |          |         |          | Abonné annuel              | Gratuite | Gratuite | Gratuite | Gratuite | Gratuite | Gratuite |
| Carte « Actifs »            | 3 €     |         |          |         |          |         |          |                            |          |          |          |          |          |          |
| Carte « Âge d'Or »          | 3 €     |         |          |         |          |         |          |                            |          |          |          |          |          |          |
| Carte « Scolaire » annuelle | 80 €    |         |          |         |          |         |          |                            |          |          |          |          |          |          |

Tick'R
Pour les personnes bénéficiaires de la couverture maladie universelle complémentaire ou avec un handicap supérieur à 80 %, des tickets « Tick'R » sont vendus à l'Espace Taneo : à l'unité au prix de 0,60 € et en carnet de dix au prix de 5,30 €. Un abonnement mensuel est aussi disponible au prix de 12,90 €.
Cycl'Agglo
Dans le cas du service de location de vélo « Cycl'Agglo », les tarifs de location se font en fonction de la durée (1, 3, 6 ou 12 mois) avec des prix allant de 22 à 152 €. Pour les abonnés au réseau Taneo, les tarifs sont réduits et vont de 15 à 122 €. En septembre 2015, les tarifs vont augmenter, le tarif mensuel va passer à 29 € et le tarif annuel à 200 €, ces hausses continueront jusqu'en 2019 où les tarifs auront alors doublés comparé à la situation en 2014, à respectivement 44 et 304 €.

### Nouvelle billettique
Début juin 2020, les titres de transports Taneo sont devenus électroniques[réf. souhaitée]. Elle est composée de support rechargeable, ainsi que d'une augmentation des tarifs.
Désormais, il est obligatoire de valider son titre de transport à chaque montée, sur le valideur présent au niveau du conducteur du bus. Les cars des lignes en sous-traitance (lignes Presto et SP) en sont aussi disposés. Ces valideurs permettent également le paiement par carte sans-contact ou encore Apple Pay.
Désormais, il est possible de voyager qu'avec son smartphone si l'on est munis de l'application mobile "Taneo e-ticket" ainsi que suffisamment de batterie pour couvrir toute la durée du voyage. Cette application dispose de l'ensemble de la gamme tarifaire Taneo.

#### Tickets
À partir du 2 juin 2020, les tickets de bus ne sont disponibles plus que sur des "Tickets QR-Code", sur la carte 'Le Rechargeable", sur l'application "Taneo E-Ticket" ou encore par paiement sans-contact.

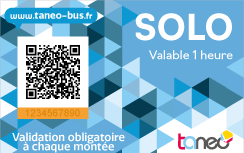
Ticket QR-Code d'un ticket Solo

Un nouveau ticket est créé à cette occasion, le ticket "Solo Secours". Il n'est vendu qu'à l'intérieur des bus pour les voyageurs n'ayant pas anticipé l'achat de leur titre. Le ticket Solo n'est plus vendu dans les bus sous format QR-Code, il n'est vendu qu'en paiement sans-contact.

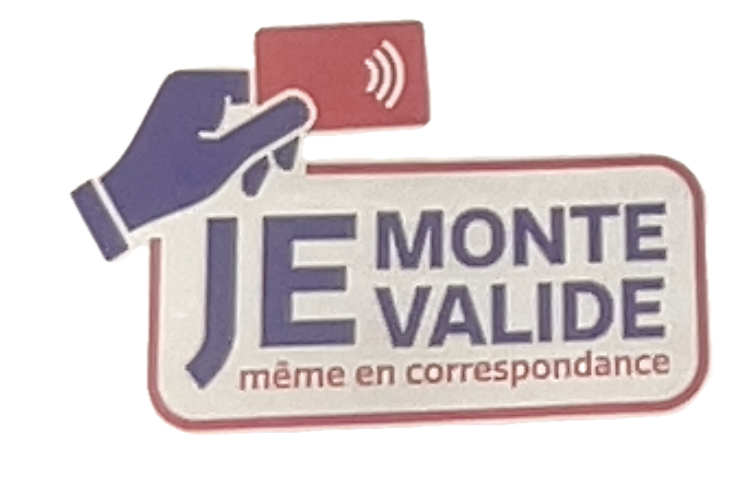
Affiche de publicité incitant à la validation.

Le titre de transport doit être validé à chaque montée, même en correspondance.
| Ticket            | 2020    | 2022          | 2023          |
| ----------------- | ------- | ------------- | ------------- |
| Solo              | 1,30 €  | 1,30 €        | 1,35 €        |
| Solo Secours      | 1,50 €  | 1,50 €        | 1,50 €        |
| Journée           | 3,90 €  | 4 €           | 4 €           |
| Ville facile      | 2,60 €  | 2,60 €        | 2,70 €        |
| Carnet 10 voyages | 11,10 € | 11,30 €       | 11,40 €       |
| Billet groupe     |         | 1 €/pers.     | 1 €/pers.     |
| Post-Paiement     |         | 1,30 €/1,13 € | 1,34 €/1,14 € |
| Tick'R (unité)    | 0,65 €  | 0,65 €        | 0,68 €        |
| Tick'R (carnet)   | 5,55 €  | 5,65 €        | 5,70 €        |

Le post-paiement correspond à un titre chargé sur la carte Le Rechargeable, qui, relié à un RIB, débite le compte du voyageur automatiquement à chaque validation. Ce dernier profite d'un tarif avantageux sur le prix du ticket, et d'un tarif dégressif au-delà de neuf validations en un mois

#### Abonnements
À partir du 2 juin 2020, les abonnements ne sont disponibles plus que sur les cartes "Le Rechargeable" ou l'application "Taneo E-Ticket". La carte est nominative et incessible, pouvant contenir l'ensemble des titres de la gamme tarifaire. Elle est à valider à chaque montée, même en correspondance.

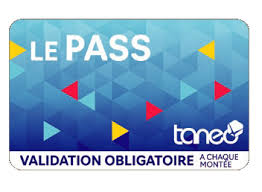
Carte Le Pass

|                | 2020                           | 2020                           | 2022                           | 2022                           | 2023                           | 2023                           |
| Mensuel        | Annuel                         | Mensuel                        | Annuel                         | Mensuel                        | Annuel                         |                                |
| -------------- | ------------------------------ | ------------------------------ | ------------------------------ | ------------------------------ | ------------------------------ | ------------------------------ |
| 4-10 ans       | Gratuit (si possède une carte) | Gratuit (si possède une carte) | Gratuit (si possède une carte) | Gratuit (si possède une carte) | Gratuit (si possède une carte) | Gratuit (si possède une carte) |
| 11-17 ans      | 10,15 €                        | 101,50 €                       | 10,50 €                        | 105 €                          | 10,65 €                        | 106,50 €                       |
| 18-64 ans      | 30,50 €                        | 305 €                          | 31,50 €                        | 315 €                          | 32 €                           | 320 €                          |
| 65 ans et +    | 15,25 €                        | 152,50 €                       | 15,75 €                        | 157,50 €                       | 16 €                           | 160 €                          |
| Mensuel Tick'R | 15,25 €                        |                                | 15,75 €                        |                                | 16 €                           |                                |

#### Points de vente

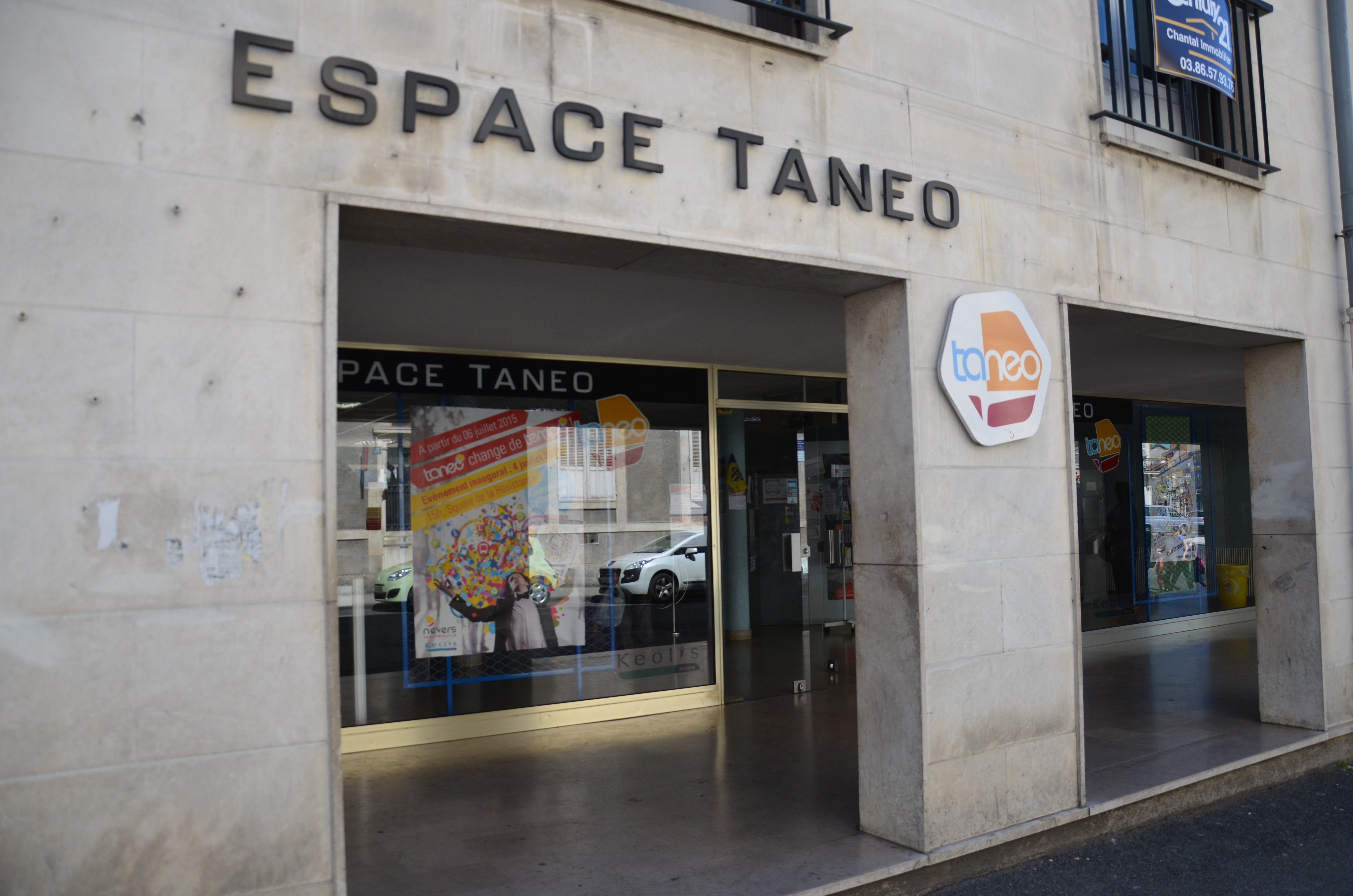
L'espace Taneo.

Le principal point de vente est l'Espace Taneo situé 31 avenue Pierre Bérégovoy à Nevers (46° 59′ 21″ N, 3° 09′ 27″ E), ouvert du lundi au samedi. Il est complété par douze points de vente partenaires dans certaines communes (bar-tabac, gare routière, offices du tourisme...) : Nevers (six points de vente), Varennes-Vauzelles (deux points de vente), Coulanges-lès-Nevers, Garchizy, Pougues-les-Eaux et Fourchambault (un point de vente chacun).

## Impact socio-économique

### Trafic
La fréquentation du réseau a nettement augmenté à la suite de la mise en place du réseau Taneo à la rentrée scolaire de 2007.
- En décembre 2006 : 2 093 000 voyageurs[98]
- En décembre 2007 : 2 157 000 voyageurs[98]
- En avril 2008 : 2 216 000 voyageurs[98]
- En 2011 : 2 600 000 voyageurs[73]

En 2009, la fréquentation était de 9562 voyages par jour en semaine et de 5119 voyages par jour le samedi.
En 2010, la fréquentation était de 9491 voyages par jour en semaine, 5153 voyages par jour le samedi et 430 voyages par jour le dimanche.